# Paul Verhoeven
Vous lisez un « bon article » labellisé en 2020.
Cet article concerne le réalisateur néerlandais (né en 1938). Pour le réalisateur allemand (1901-1975), voir Paul Verhoeven (réalisateur allemand).
Pour les articles homonymes, voir Verhoeven.
Paul Verhoeven (prononcé en néerlandais : /ˈpʌu̯l vərˈɦuvə(n)/) est un réalisateur et scénariste néerlandais, né le 18 juillet 1938 à Amsterdam. Sa carrière se divise en trois grandes périodes : il obtient d'abord ses premiers succès aux Pays-Bas, puis accepte l'invitation de Hollywood et s'installe aux États-Unis, avant de rentrer en Europe, sur le tard, pour y retrouver la liberté de tourner des films plus personnels.
Formé pour l'essentiel durant son service militaire au département audiovisuel de la Marine néerlandaise, pour laquelle il tourne des documentaires promotionnels dès 1964, il réalise ses premiers films aux Pays-Bas. Il obtient rapidement des succès importants avec, notamment, Turkish Délices (1973), record d'entrées dans son pays encore aujourd'hui. Mais après le très rude Spetters (1980), la censure, de plus en plus forte, le conduit à partir aux États-Unis. Il y découvre un tout autre monde et obtient ses plus grands succès internationaux : RoboCop (1987), Total Recall (1990), Basic Instinct (1992), avant les controversés Showgirls (1995) et Starship Troopers (1997). Progressivement, le côté dérangeant et provocateur de sa production lui met cependant les studios à dos, tandis que le manque croissant de liberté le décide à rentrer en Europe pour tourner Black Book (2006). Regagnant en reconnaissance, il présente en 2016 le film francophone Elle, qui reçoit de nombreuses récompenses, parmi lesquelles une sélection en compétition officielle à Cannes, ainsi que deux César, dont celui du meilleur film.
Toute la filmographie de Verhoeven est traversée par les thèmes du sexe, de la violence et de la religion, qu'il considère comme « les trois principaux éléments sur terre ». En tant que réalisateur, il se pose en observateur froid et lucide, quitte à choquer pour mieux montrer la stricte réalité.

## Biographie

### Enfance et période néerlandaise

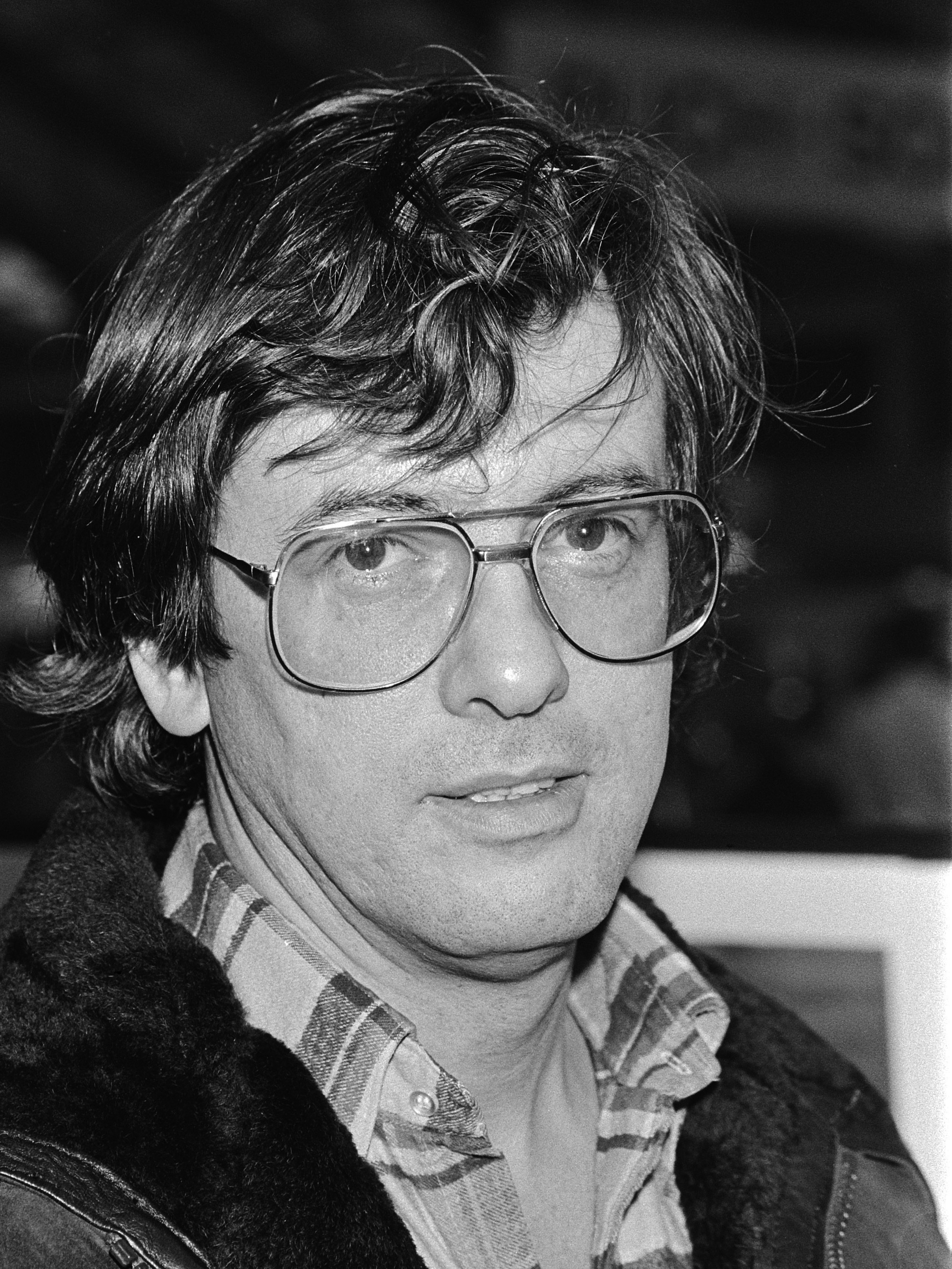
Paul Verhoeven en 1980.

#### 1938-1966: apprentissage
Paul Verhoeven est né le 18 juillet 1938 à Amsterdam, d'un père instituteur et d'une mère au foyer. Très marqué par la Seconde Guerre mondiale, dont il est un témoin direct dans son pays occupé par les Allemands, il garde le souvenir de scènes terribles. Mais il se souvient également d'une enfance joueuse, qui détournait ce décor sordide pour en faire comme une cour de récréation. Après la libération, les films américains se propagent aux Pays-Bas, et son père l'emmène souvent au cinéma. Il fréquente alors le Gymnasium Haganum à La Haye, où il s'oriente vers des cours de physique et de mathématiques.
En 1955, toujours à l'initiative de son père, francophile, ses parents l'envoient passer une année en France, au lycée Henri-Martin de Saint-Quentin (Aisne) puis en pension à l'Alliance française Paris Île-de-France. Il y rencontre un professeur de français qui lui fait découvrir les grands classiques du cinéma, dans le cadre de son ciné-club. Il avoue que la naissance de sa vocation de metteur en scène remonte à cette époque ; il veut intégrer l'IDHEC, mais sa démarche est trop tardive et il rentre aux Pays-Bas,.
Il reprend ses études à l'université de Leyde (Leiden) où, fasciné par le surréalisme, et de plus en plus tenté par un mode d'expression plus créatif, il prend quelques cours de peinture, et tourne en parallèle ses premiers courts-métrages,. Son premier, Un lézard de trop (Een hagedis teveel), se veut un croisement entre Hiroshima, mon amour et le cinéma d'Ingmar Bergman. Le deuxième, Rien de particulier (Niets bijzonders), s'inspire plutôt de la Nouvelle Vague. Il obtient son diplôme en mathématiques et physique en 1960.
En 1964, il effectue son service militaire dans la Marine néerlandaise, où il est chargé de concevoir la forme des projectiles. Mais, toujours plus animé par son attrait pour l'art, il profite de diverses rencontres pour rejoindre le département audiovisuel. Là, il commence à tourner des documentaires, notamment un film pour fêter le tricentenaire de l'institution (Het Korps Marinier, 1965), pour lequel il reçoit un prix au Festival du film militaire de Versailles. Outre de le familiariser avec la technique sur pellicule, l'expérience lui apporte ainsi un début de visibilité. C'est là qu'il décide d'abandonner la carrière de professeur de mathématiques promise à ses camarades. Il dira en riant : « en fait, je dois tout à l’armée »,.

#### 1966-1975: premiers succès
À son retour dans le civil en 1966, sa compagne tombe enceinte, et cette brusque paternité l'inquiète pour ses espoirs de carrière au cinéma. En pleine recherche sur lui-même, il se laisse convaincre par un tract reçu dans la rue, et part rejoindre une communauté pentecôtiste. L'expérience est intense, mais il ne tarde pas à y voir une certaine folie, et il y met fin après trois semaines. C'est là qu'il choisit de se « fermer les portes de la perception ». Il développe son goût pour l'hyperréalisme, qu'il fait en quelque sorte son « antidote »,. Il est alors engagé par la télévision du pays, où il met déjà ses thèses en application. Son dernier documentaire, paru en 1967, porte sur Anton Mussert, le chef du parti fasciste local. Désireux de laisser chacun donner son avis, quel que soit son degré de désaccord avec les propos formulés, il interviewe d'anciens SS, qu'on voit ainsi s'exprimer pour la première fois à la télévision, ce qui était interdit jusque-là.
Son premier succès vient en 1969 avec la série télévisée Floris, qui lui permet de faire la connaissance de Rutger Hauer, avec qui il collaborera durant toute sa période néerlandaise. Il rencontre le scénariste Gerard Soeteman et ensemble ils entament une série de films, qui ne cessera là aussi qu'avec le départ du cinéaste pour les États-Unis.
Repéré pour ses premiers travaux, Paul Verhoeven est approché par le jeune producteur néerlandais Rob Houwer, familier du nouveau cinéma allemand, pour adapter un roman d'Albert Mol en le transposant dans le quartier rouge d'Amsterdam. Verhoeven et Soeteman se montrent réticents, le script proposé se révélant tendre à une suite de sketchs sans réelle trame narrative, mais ils acceptent quand Houwer leur promet le film qu'ils voudront si celui-ci est une réussite. Qu'est-ce que je vois ? (Wat zien ik!?) sort en 1971. Il s'agit d'une comédie légère centrée sur deux prostituées aux visions opposées sur la profession, et où chaque client est tourné en dérision. Ce premier long-métrage, qui réunit diverses vedettes locales du théâtre et de la télévision, remporte un immense succès aux Pays-Bas. Avec 2 359 000 entrées dans les salles nationales, il réussit ce qui reste en mars 2016 la quatrième plus grosse performance de leur histoire. Mais Verhoeven avoue ne pas se reconnaître dans le film, et se souvient surtout de n'avoir pas pu en faire ce qu'il souhaitait vraiment. L'expérience le met toutefois en position de force pour son projet suivant, le sulfureux Turkish Délices (Turks Fruit). Tiré d'un roman célèbre dans son pays, Loukoum, de Jan Wolkers, il met en scène une histoire d'amour empreinte de libération sexuelle, sur fond de bourgeoisie hollandaise égoïste et figée,. Inspiré de nouveau par la Nouvelle Vague, Verhoeven s'y attaque férocement aux codes de la bienséance et de la religion. Le film sort en 1973, et remporte un plus gros succès encore que son prédécesseur, puisqu'en attirant 3 338 000 de spectateurs dans les cinémas néerlandais, il détient toujours en 2016 leur record d'entrées.
Le cinéaste continue de bâtir sa renommée avec Katie Tippel (1975), où il retrouve le couple principal de Turkish Délices, Rutger Hauer et Monique van de Ven. Adapté de l'autobiographie de la Néerlandaise Neel Doff, Jours de famine et de détresse, il raconte l'ascension sociale d'une jeune fille pauvre à la fin du XIXe siècle, des années de prostitution à son accès à la haute société. Alors plus gros budget dans l'histoire du cinéma néerlandais, le film marque aussi la première incursion de Verhoeven dans le genre historique. Il enregistre un nouveau bon score au box-office local, avec 1 829 000 entrées, lui assurant toujours en 2016 le neuvième meilleur résultat en salles aux Pays-Bas. Le réalisateur admettra néanmoins plus tard regretter la manière dont il a géré l'histoire, considérant qu'il avait alors sans doute manqué de recul, du fait de son jeune âge, de son obsession pour le sexe et du succès de Turkish Délices.

#### 1976-1985: accession à l'international

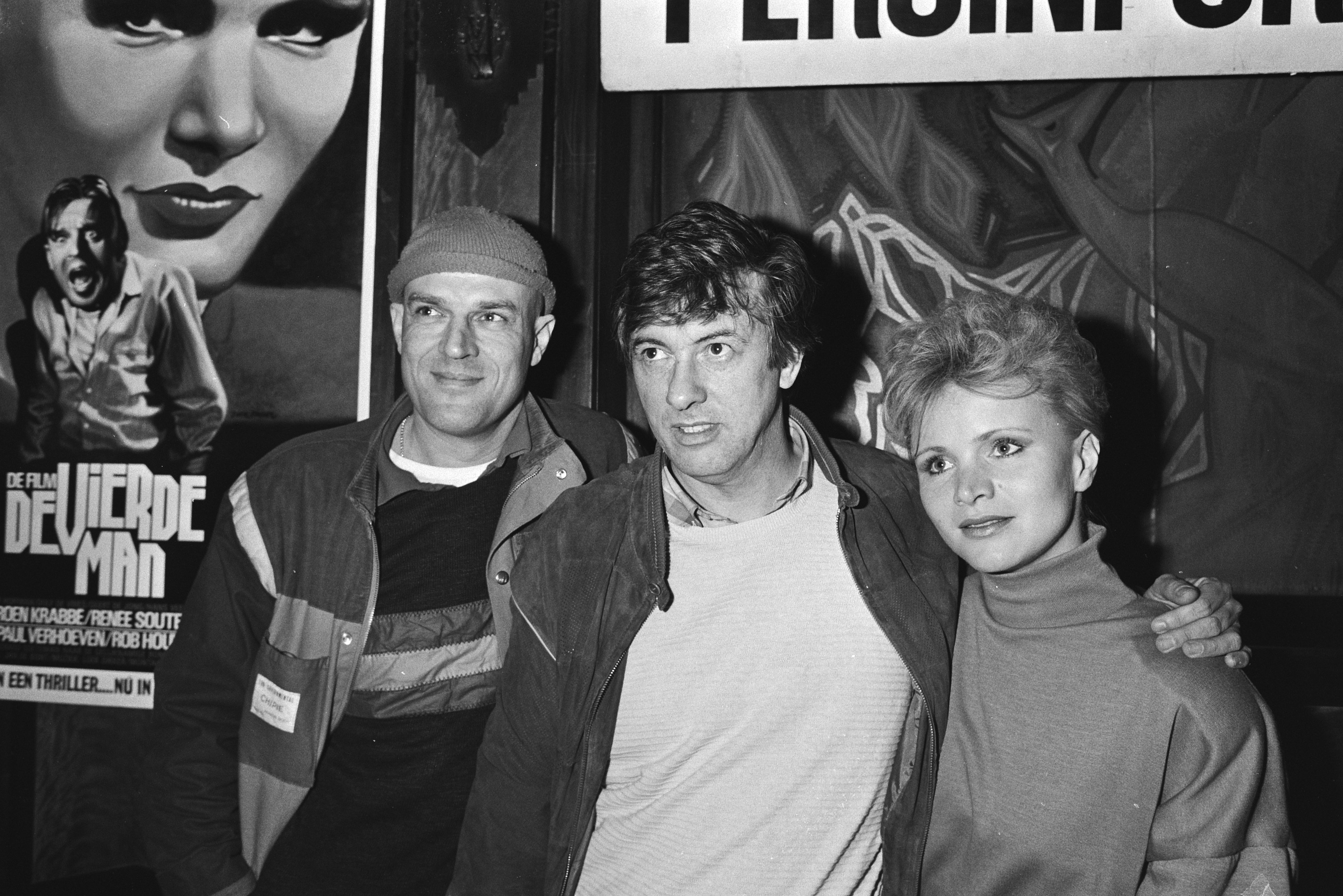
Avec Jeroen Krabbé et Renée Soutendijk, durant la première du Quatrième Homme le 23 mars 1983.

Le premier succès international arrive en 1977 avec Le Choix du destin (Soldaat van Oranje), sélectionné notamment pour le Golden Globe du meilleur film en langue étrangère. Tourné sous le parrainage de la reine, présente à l'avant-première, et avec l'appui de l'armée néerlandaise, il est basé sur les mémoires d'Erik Hazelhoff Roelfzema, légende de la résistance néerlandaise, et annonce en partie le Black Book de 2006. C'est à nouveau le film le plus cher de l'histoire des Pays-Bas. Il met en scène des étudiants de l'Université de Leyde, que Verhoeven a lui-même fréquentée, et apparaît assagi, conçu pour un plus large public qu'à l'accoutumée,. Malgré des critiques réservées, Le Choix du destin totalise plus d'un million et demi de places vendues aux Pays-Bas, et surtout réussit à attirer l’œil au-delà des frontières du royaume. Le réalisateur raconte avoir été félicité pour ce film par Steven Spielberg, qui lui recommande alors de venir s'installer aux États-Unis, où il rencontrerait moins de difficultés à financer ses projets. Il se fait même approcher par la 20th Century Fox pour diriger ce qui deviendra L'Empire contre-attaque, mais le projet est avorté quand le studio découvre son film suivant, le sulfureux Spetters (1980).
Ce dernier est pour Verhoeven une manière de faire contrepoint avec Le Choix du destin, articulé autour du milieu intellectuel néerlandais, en montrant cette fois la part ouvrière de la société. Le script s'inspire également d'une pièce représentée à l'époque, Whose Life Is It Anyway? (dont John Badham tirera le film C'est ma vie, après tout ! en 1981), qu'appréciait particulièrement le scénariste Gerard Soeteman. Il est enfin possible de voir dans Spetters une réponse à Grease, sorti deux ans plus tôt : John Travolta est à plusieurs reprises cité dans le film, et son titre lui-même signifie à la fois « beaux gosses » et « éclaboussures », au sens de l'huile et de la graisse (« grease » en anglais) qui jaillissent des mécaniques.
Premier film du cinéaste à ne pas être tiré d'un livre, et notamment d'une biographie comme c'était jusque-là souvent le cas, Spetters se veut le témoin de la réalité présente, plus particulièrement celle des petits villages de son pays. Prenant pour décor le milieu du moto-cross, un choix motivé par son impact visuel, le film marque le retour de Verhoeven à un cinéma très cru, qui sera perçu comme « un sommet de la décadence » selon ses dires. Malgré une presse accablante quand il sort, Spetters réalise un bon score dans son pays, avec 1 124 000 tickets écoulés. Mais le réalisateur racontera combien il a peiné pour s'assurer des subventions de son gouvernement, osant même envoyer une version factice du script pour obtenir l'approbation. En lui mettant ainsi à dos critique et classe dirigeante, l'expérience est douloureuse pour Verhoeven. Les années 1980 marquent à ses yeux un tournant dans le cinéma hollandais, en ce sens que le comité public chargé de le financer, qui allouait jusque-là entre 40 et 60 % des budgets nécessaires, s'est progressivement radicalisé vers la gauche, imposant aux films de « témoigner d’un intérêt culturel ou intellectuel ». Et il estime qu'à ce titre, son succès auprès du public local jouait nettement en sa défaveur.
Pendant le tournage de Spetters, Verhoeven réalise pour la chaîne KRO un téléfilm de 65 minutes, C'est fini, c'est fini (Voorbij, voorbij), en 1979. Le scénario, à nouveau écrit par Soeteman, forme un prolongement au Choix du destin : cinq amis anciens résistants, qui se sont promis durant la guerre de venger le meurtre d'un de leurs camarades, se retrouvent trente-cinq ans plus tard devant le coupable, un vétéran des SS devenu handicapé,.
Verhoeven revient au cinéma en 1983, avec Le Quatrième Homme (De vierde man), où il semble répondre aux critiques reçues pour Spetters. Il y adapte un auteur reconnu, le Néerlandais Gerard Reve, et y déploie un symbolisme omniprésent, supposément apprécié des cercles intellectuels. Le cinéaste réussit son pari sur ce point : les retours sont effectivement bien plus flatteurs. Mais le film, dont le thème de la veuve noire possiblement fantasmée annonce en partie Basic Instinct près de dix ans plus tard, est le premier à rester sous la barre du million d'entrées aux Pays-Bas. Verhoeven, qui commence à recevoir de nombreuses propositions d'Hollywood, s'oriente alors progressivement vers le cinéma international.
Il se lance dans une grosse production financée par le studio américain Orion Pictures, basée en Espagne et tournée en anglais, La Chair et le Sang (1985). Il s'agit d'une vaste fresque d'aventures médiévale, brutale et sans concession. Si le script n'hésite par à céder aux anachronismes, il s'appuie en revanche sur une documentation dense et sérieuse pour dépeindre les rapports humains alors en vigueur,. Verhoeven et son scénariste Gerard Soeteman se réfèrent notamment à un essai lu à l'époque de Floris : L’Automne du Moyen Âge, où l’historien Johan Huizinga parle d'une période qui, à l'approche de la Renaissance, sent à la fois « la rose et la merde ». Le tournage est difficile, multipliant les aléas et initiant une brouille durable entre le réalisateur et Rutger Hauer, inquiet pour son image après un tel rôle. Le film sera du reste critiqué pour ses excès à sa sortie, et Verhoeven s'en avoue lui-même peu satisfait, le qualifiant d'« à moitié réussi et à moitié de transition ». Il trouve en particulier le couple d'Hauer et de la toute jeune Jennifer Jason Leigh mal assorti[réf. souhaitée], mais aussi que les dialogues se ressentent de ses lacunes d'alors dans la langue anglaise. S'il a depuis accédé au rang de chef-d'œuvre pour nombre de spectateurs,, La Chair et le Sang essuie à sa sortie un nouveau revers au box-office, qui achève de convaincre le cinéaste de suivre le conseil de Spielberg, et vers 1985 il émigre outre-Atlantique.

### Période américaine

#### 1985-1989: arrivée et premier succès presque d'emblée

RoboCop.

Aux États-Unis, c'est encore Spielberg qui introduit Verhoeven dans le milieu hollywoodien. Il débute en tournant un épisode de la série télévisée Le Voyageur, anthologie fantastique alors dans sa troisième saison. Intitulé La Dernière scène, il s'agit d'un exercice de style, qui ouvre sur une scène de sexe et joue ensuite sur les mises en abyme. Ainsi mieux familiarisé avec la direction d'une équipe américaine, le cinéaste n'en garde pas moins le souvenir de ses difficultés avec la langue anglaise, allant jusqu'à se méprendre sur certains dialogues qu'on lui donnait à lire :

« Un personnage disait à un ami « Come on, brother », et moi je cherchais en amont où il était écrit que ces deux-là étaient frères ! (rires) »

En parallèle, il travaille à son premier film outre-Atlantique, RoboCop (1987), qui fait figure de test pour sa femme et lui : ils ne resteront aux États-Unis que si l'expérience est un succès. RoboCop marque une évolution dans le style de Paul Verhoeven. Pour la première fois, il ne collabore plus avec Gerard Soeteman, mais avec deux scénaristes locaux débutants, Edward Neumeier et Michael Miner. Ces derniers se sont associés au producteur Jon Davison, et au studio indépendant Orion Pictures, pour qui le succès surprise de Terminator a ouvert la voie aux films de cyborgs. Ils ont déjà approché différents réalisateurs, comme Alex Cox ou David Cronenberg, mais tous ont refusé. C'est sur une idée de Barbara Boyle, sous-directrice à l'époque d'Orion et qui avait aimé La Chair et le Sang, qu'ils se tournent vers Paul Verhoeven, lequel confiera avoir d'abord détesté le script proposé. Mais tandis qu'il s'apprête à son tour à décliner l'offre, son épouse lit elle-même le texte, et parvient à le convaincre de mieux l'étudier. C'est ainsi qu'il reprend le script, et réussit petit à petit à en extraire les aspects intéressants. Plus particulièrement, il entrevoit dans le personnage central la figure du Christ, envisageant l'histoire comme une parabole parlant « de crucifixion, de résurrection, et du paradis perdu ». Il s'est en effet rapproché à l'époque du Jesus Seminar, une communauté pentecôtiste qui envisage Jésus dans son aspect historique, et l'étudie de manière critique.
Pour le rôle principal, on lui propose Arnold Schwarzenegger, mais il le juge trop imposant. D'autres noms circulent comme Rutger Hauer, Tom Berenger, Armand Assante ou Michael Ironside, mais c'est finalement Peter Weller qui obtient le rôle, pour « son menton parfait ». La mise en scène de RoboCop s'inspire de l'univers de Fritz Lang, et de l'esthétique tranchée de la peinture géométrique de Piet Mondrian. Le récit est entrecoupé de scènes de propagande télévisuelle, qui visent à marquer une distance au récit. Bien que présentes dans le scénario d'origine, elles apparaissent à l'écran plus nettes, se télescopant brutalement avec la fiction, comme les formes tout en angles droits du peintre néerlandais. Présenté à l'été 1987 aux États-Unis, le film remporte un grand succès, et obtient plusieurs récompenses, notamment le Saturn Award de la meilleure réalisation et celui du meilleur film de science-fiction. Verhoeven confiera beaucoup plus tard qu'il le considère encore comme son film le plus abouti, « tant dans son scénario que dans sa dimension politique »[réf. souhaitée].
Le cinéaste se lance ensuite dans le projet Dinosaur, pour Disney. Il devait s'agir d'un film muet écrit par Walon Green, scénariste de La Horde sauvage et Le Convoi de la peur, et produit par Jon Davison, déjà à l’œuvre sur RoboCop. Le studio, inquiet du résultat, préfère mettre un terme au projet. Il renaîtra pourtant douze ans plus tard, sous la forme beaucoup plus familiale d'un film d'animation.

#### 1990-1994: période faste
Arnold Schwarzenegger, qui a adoré RoboCop, propose alors au réalisateur d'adapter la nouvelle de Philip K. Dick Souvenirs à vendre, dont il détient les droits. Le scénario qu'il lui transmet, qui deviendra Total Recall (1990), en est déjà à sa 41e version. D'abord aux mains de Disney, puis du producteur Dino De Laurentiis, il appartient désormais au studio Carolco Pictures grâce à l'entremise de Schwarzenegger. Avant Verhoeven, plusieurs réalisateurs ont été approchés, comme Richard Rush, Bruce Beresford, et surtout David Cronenberg, qui ne quittera le projet qu'au bout d'un an de travail. Quand vient le tour du Néerlandais, celui-ci, qui n'a jamais lu Dick auparavant, est séduit par l'idée de double réalité, et accepte de rejoindre le tournage. Fidèle à lui-même, il tire le récit vers plus de satire et de critique, et force à l'écran sa violence graphique. Doté d'un budget important de 65 millions de dollars, soit l'équivalent de celui d'Abyss (1989), articulé sur plusieurs sites et équipes, et pouvant compter sur une quarantaine de décors, le tournage est difficile et nécessite la présence permanente du cinéaste, qui s'attelle à la tâche énergiquement. Plus encore que RoboCop, Total Recall multiplie les effets spéciaux coûteux, mais toujours au service d'un mélange de divertissement violent et de critique acerbe des dérives de la société contemporaine, plus particulièrement américaine. Verhoeven explique ce second point par le choc ressenti à son arrivée dans cette civilisation, notamment par la vente libre d'armes, ou par la peine de mort en public pratiquée dans certains États.

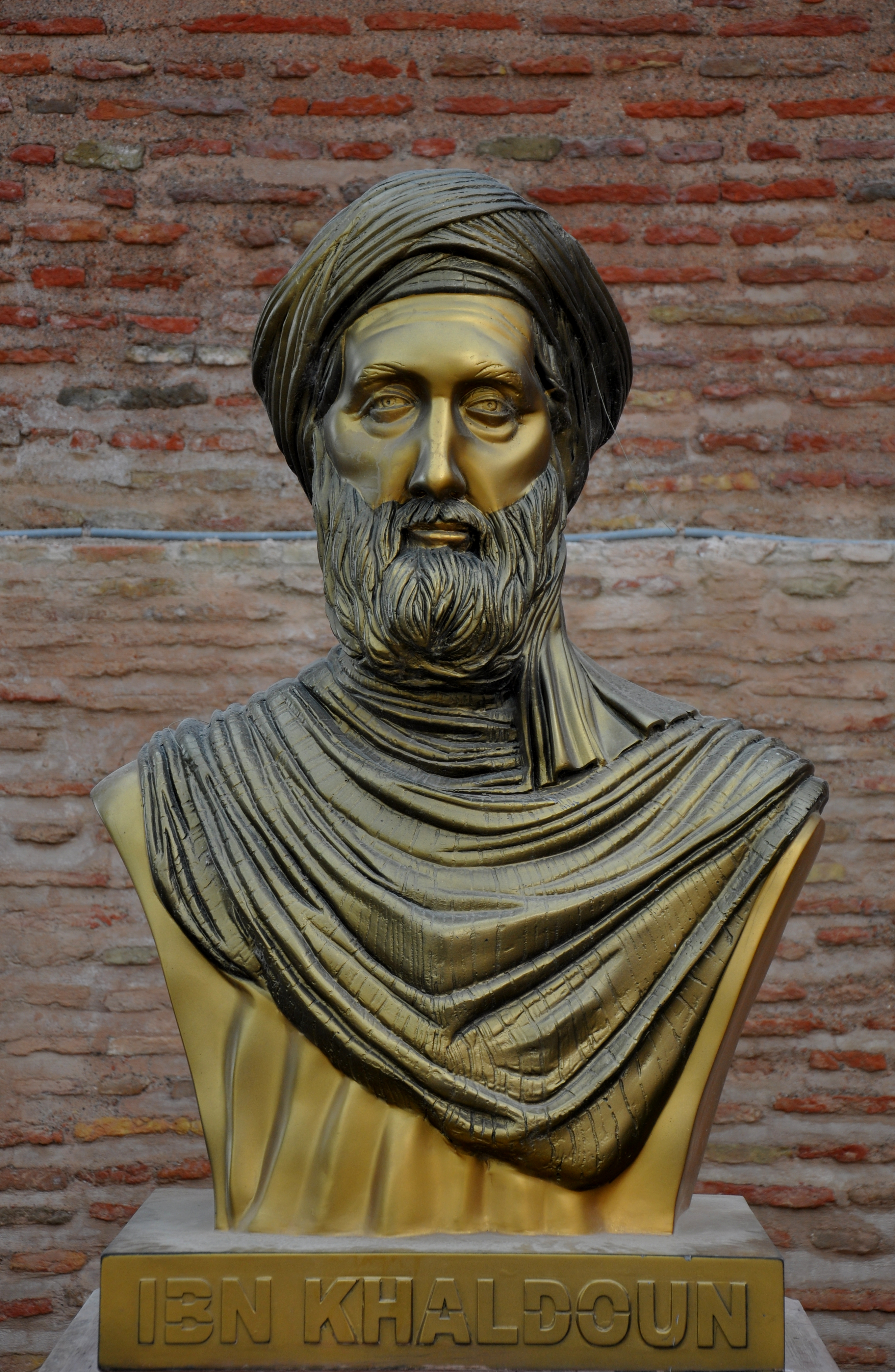
Buste d'Ibn Khaldoun à Béjaïa, en Algérie.

Durant le tournage, il discute avec Schwarzenegger d'un nouveau projet centré sur les croisades, Crusade, et le propose à Walon Green. Le scénariste en fait une grande fresque historique et religieuse, où il aborde différents thèmes comme les rapprochements entre l'Église et la Seigneurie, les conflits avec le monde musulman, ou la naissance des premiers pogroms à l'encontre des Juifs. L'interprète de Total Recall y apparaît en petit escroc qui s'invente un destin mythologique, avant de finalement littéralement le vivre. Inspiré par l'Histoire, et par des livres aussi divers que Al Muqaddimah d'Ibn Khaldoun, La Papesse Jeanne d'Emmanouíl Roḯdis ou le classique du IIe siècle L’Âne d'or ou Les Métamorphoses d'Apulée, Walon Green compose un récit à la fois symbolique, mystique et politique qui convainc Verhoeven et Schwarzenegger. Le projet ira jusqu'à la pré-production, le cinéaste partant effectuer ses premiers repérages en Espagne, tandis que pour le casting, les noms de John Turturro, Jennifer Connelly et même Irène Jacob et Richard Anconina commençaient à circuler. Mais le producteur Mario Kassar et son studio Carolco mettent le projet entre parenthèses pour se consacrer à L'Île aux pirates, de Renny Harlin. Le film est un tel échec financier qu'il ne leur est plus possible d'investir les plus de 100 millions de dollars que réclame Crusade, lequel est alors définitivement enterré,.
Le succès revient pour Verhoeven avec Basic Instinct (1992), à nouveau sous l'impulsion de Mario Kassar. Présenté en ouverture et en compétition au Festival de Cannes, il clôt ce que le cinéaste appelle sa « trilogie psychotique ». En effet, ses trois derniers films creusent chacun à sa manière la thématique du double : le policier mi-homme mi-robot de RoboCop, l'agent double amnésique de Total Recall, et cette fois une autrice de polar suspectée de meurtre. Basic Instinct fait scandale à sa sortie, et déclenche notamment l'ire des ligues féministes et homosexuelles, pour son personnage ambivalent, ses scènes d'amour explicites, et surtout la séquence où Sharon Stone décroise les jambes, nue sous sa jupe. L'actrice a déclaré avoir été piégée par le réalisateur, qui lui aurait promis que rien n'apparaîtrait à l'écran, mais celui-ci assure avoir reçu son accord, et même avec enthousiasme. Quoi qu'il en soit, le film permet à Sharon Stone d'accéder à la célébrité. À en croire le metteur en scène, elle « est arrivée à Cannes inconnue et en deux, trois heures, c'était une star ! »
Durant toute cette période, Verhoeven reçoit beaucoup de propositions qu'il refuse, parmi lesquelles certaines donneront lieu à des classiques comme Seven (1995), Le Silence des agneaux (1992) ou L'insoutenable Légèreté de l'être (1988). Il confiera regretter beaucoup moins le premier que les deux autres, pour lesquels il parle d'« erreur considérable » de sa part.

#### 1995-2000: phase de doutes et départ
La fortune cesse brutalement de sourire avec Showgirls (1995), une critique des États-Unis à travers Las Vegas, « ce temple du kitsch et du mauvais goût ». Le film est un fiasco tant critique que commercial. Verhoeven se voit remettre le Razzie Award du pire réalisateur, en mains propres puisqu'il va lui-même récupérer son prix durant la cérémonie, fait très rare dans l'histoire de cette manifestation.

« Lorsque je faisais des films aux Pays-Bas, ils étaient considérés comme décadents, pervers et sordides. Alors je suis venu m’installer aux États-Unis il y a dix ans. Depuis, mes films sont considérés comme décadents, pervers et sordides. »

— Déclaration de Verhoeven aux Razzie Awards pour Showgirls.

Interdit aux moins de 17 ans aux États-Unis, Showgirls est toutefois le premier film du genre à paraître dans le circuit de salles classique. Il n'en reste pas moins un échec majeur au box-office, suffisant pour ruiner la carrière de son actrice principale Elizabeth Berkley, alors célèbre pour son rôle dans la série Sauvés par le gong, et préférée à une toute jeune Charlize Theron jugée encore trop peu connue. Vingt ans plus tard, le cinéaste admettra la chance de cette dernière, qui s'épargnait ainsi « vingt horribles années pour elle ». Showgirls sera toutefois réhabilité par une partie du public quelques années après, inspirant notamment dès 1998 une critique élogieuse de Jacques Rivette, pilier de la Nouvelle Vague, qui dira y voir le « film le plus personnel » de Verhoeven, « l'un des plus grands films américains de ces dernières années ». Suivront dans les années 2000 les louanges de célébrités américaines comme Quentin Tarantino ou John Waters ; puis c'est au tour de Jean-François Rauger, directeur de programmation à la cinémathèque française et critique au Monde, et qui dans ses colonnes avait éreinté le film à sa sortie, d'admettre en 2015 s'être « planté ». Avec le recul, il regrette son article, qu'il juge trop indécis et peu clairvoyant. Mais si le réalisateur s'amuse de voir ainsi Showgirls passer « de la crucifixion à la résurrection », il admet aussi lui-même être allé sans doute trop loin sur ce tournage, en le prenant trop personnellement, et en négligeant ainsi la ligne de conduite qu'il se fixe habituellement.
Verhoeven revient ensuite à la violence crue de ses débuts avec Starship Troopers (1997), lancé sous l'égide de Mike Medavoy, alors directeur de TriStar et transfuge d'Orion Pictures, chez qui il avait financé La Chair et le Sang et RoboCop. Il y renoue avec son esprit provocateur et iconoclaste au sein du cinéma hollywoodien. L'idée naît durant la fin du tournage de RoboCop, lors d'une discussion avec le scénariste Edward Neumeier. Les deux films sont très liés : ils partagent plusieurs membres importants de leurs équipes, et Neumeier ira jusqu'à dire que l'un est en quelque sorte une suite de l'autre. Tiré d'un roman de Robert A. Heinlein, un des piliers de ce qui deviendra l'Initiative de défense stratégique, Starship Troopers est immédiatement pensé comme une satire. Il s'attaque au culte du militarisme, décortique les mécanismes de manipulation des masses et force la caricature. Verhoven avoue avoir profité d'une grande liberté durant le tournage, du fait d'un turnover permanent à la tête de TriStar et sa maison mère Sony Pictures. S'inspirant de films de Leni Riefenstahl, comme Le Triomphe de la volonté, et d'autres documentaires de propagande nazie, il donne à Starship Troopers un style outrancier, qui emprunte à l'imagerie fasciste pour mieux la ridiculiser. Une partie de la critique américaine, notamment le Wall Street Journal, ne perçoit pas l'ironie et prend le message fascisant au premier degré. Le film est mieux accueilli à l'international, et sa critique de l'impérialisme américain finit par être mieux admise aux États-Unis après les attentats du 11 septembre 2001,.
Tandis que les petits studios qui ont suivi ses premiers films américains ferment les uns après les autres, Verhoeven dirige ensuite Hollow Man (2000), surtout par amitié pour les membres de l'équipe de tournage. Il admet néanmoins que la question soulevée par l’accroche (jusqu'où irait-on si on était invisible) et la perspective de travailler avec d'importants effets spéciaux le tentaient aussi. Le film réussit un excellent démarrage, battant aux États-Unis le dernier record pour le mois d'août établi par Sixième Sens, alors qu'il est classé R (interdit aux moins de 17 ans non accompagnés) en pleine période estivale,, et termine avec près de 100 millions de dollars de bénéfices. Mais s'il a pu glisser certains détails personnels, comme un hommage à Fenêtre sur cour d'Alfred Hitchcock dès la scène d'ouverture, Verhoeven raconte n'avoir pu faire ce qu'il souhaitait, obligé par exemple de ne filmer qu'en intérieur pour éviter d'être accusé de plagier L'Homme invisible d'H. G. Wells, ou contraint de couper des scènes jugées trop violentes par ses producteurs. Il avouera même plus tard regretter de n'avoir pas abandonné le projet. De plus en plus enclin à quitter les États-Unis, il travaille encore à une biographie de Victoria Woodhull, « féministe avant l'heure, probablement prostituée, qui vivait au XIXe siècle », pour laquelle il espère séduire Nicole Kidman, mais il doit encore renoncer faute de financement. Comme à l'époque de La Chair et le Sang, ces désaveux coïncident avec une rupture dans sa carrière, puisqu'il décide de mettre fin à sa période américaine et de retourner en Europe poursuivre son œuvre,.

### Retour en Europe

#### 2001-2014: indépendance retrouvée
Verhoeven participe au Festival du cinéma nordique de Rouen en 2001, puis, en 2002, il revient aux Pays-Bas, d'abord dans l'idée d'adapter Azazel, le premier tome d'une série de romans écrits par Boris Akounine, un auteur russe très célèbre dans son pays. Il en achète les droits, et reprend contact avec son complice scénariste Gerard Soeteman pour le seconder. Dans le même temps, ils entament une adaptation de Batavia's Graveyard, de Mike Dash, sur le naufrage d'un navire de la Compagnie néerlandaise des Indes orientales.

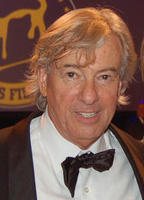
Au Festival du cinéma néerlandais d'Utrecht 2006, pour Black Book.

Mais les deux hommes se consacrent avant tout à relancer un projet envisagé ensemble depuis 1980 : Black Book (Zwartboek), son premier film néerlandais après 22 ans à tourner aux États-Unis, sort en 2006. Le réalisateur explique son retour sur ses terres natales par les difficultés qu'il aurait rencontrées outre-Atlantique : les bons interprètes rendus inaccessibles par leurs agents, la censure morale à l'encontre de certaines scènes, et l'obligation probable de tourner en anglais, antithétique avec son souhait de conserver les langues originales de ses interprètes. Très grosse production à l'échelle des Pays-Bas, Black Book s'inspire de faits réels y ayant eu lieu pendant la Seconde Guerre mondiale (comme Soldaat van Oranje quelques années plus tôt), notamment la vie de la résistante Hélène Moszkiewiez,. Très sombre, il bat en brèche un certain nombre d'idées reçues sur le conflit, comme l'antisémitisme existant dans la Résistance, ou l'absolution des responsables nazis qui rejoignaient la lutte anticommuniste. Black Book remporte un net succès, notamment dans son pays où il attire 900 000 spectateurs.
En 2007, il fait partie du jury de Zhang Yimou lors du 64e Festival de Venise. Il partage ce rôle de membre du jury pour le Lion d'or avec notamment Catherine Breillat, Jane Campion et Alejandro González Iñárritu. Il est alors de nouveau évoqué son souhait d'adapter Azazel, qui doit prendre la forme d'un thriller historique, avec Dan Stevens et Milla Jovovich dans les rôles principaux. Mais la grossesse de l'actrice met le projet en suspens[réf. souhaitée]. C'est aussi à cette période que Verhoeven confie son intention de tourner une suite à L'Affaire Thomas Crown, à partir du roman Topkapi, le palais d'Istanbul d'Eric Ambler. Baptisé The Topkapi Affair, le film réunirait Pierce Brosnan (déjà présent dans le remake de John McTiernan) et Angelina Jolie. Enfin, le cinéaste s'inspire d'une visite au Jesus Seminar aux États-Unis, et plus généralement de son intérêt pour la religion, pour co-écrire avec Rob van Scheers l'essai Jésus de Nazareth. Publié en 2008, le livre tente une interprétation réaliste, historique et athée de la vie du Christ. Une adaptation centrée sur ses dix-huit derniers mois est alors envisagée, avec le support de Roger Avary, et Mel Brooks et Chris Hanley à la production, mais elle ne voit pas le jour,,. Toujours en 2008, le festival International du film Entrevues à Belfort consacre à Verhoeven une rétrospective. Le cinéaste est pressenti un an plus tard pour diriger The Surrogates, un thriller tiré d'un roman de Kathy Mackel réadapté par les scénaristes Bruce et Roderick Taylor. L'histoire est celle d'un couple contraint de faire appel à une mère porteuse, et qui comprend que celle-ci fera tout pour garder l'enfant. Le projet est finalement abandonné mais Halle Berry, qui devait y jouer, reste en contact avec Verhoeven pour de prochains travaux.
En 2010, le réalisateur révèle à la télévision néerlandaise son projet d'adapter, avec son complice de toujours Gerard Soeteman, La Force des ténèbres, un roman de Louis Couperus paru en 1900, qui traite des rébellions contre le colonialisme et de la naissance de l'islamisme. Mais le film ne verra pas non plus le jour. Sa première réalisation depuis Black Book ne vient qu'en septembre 2012, avec la sortie aux Pays-Bas de Tricked (Steekspel). Initié un an plus tôt avec le concours de la société de production néerlandaise FCCE, il s'appuie sur le projet Entertainment Experience, une plate-forme d'échange participatif hébergée sur Internet et créée pour l'occasion. À partir d'un script de quatre pages équivalent à cinq minutes de pellicule, écrit par l'actrice Kim van Kooten et posté par Verhoeven, les internautes sont appelés à le développer en apportant leur contribution par nouvelles tranches de cinq minutes,. Quelque 10 000 pages de propositions seront reçues et étudiées, jusqu'à l'obtention d'un scénario complet. Au total, environ 30 000 personnes participent, à l'écriture mais aussi au casting, aux bandes-annonces, au choix des musiques, etc. Une vingtaine de versions amateurs du film sont proposées, dont l'une, intitulée Lotgenoten, parviendra finalement à sortir dans les salles néerlandaises en mars 2014. S'y ajoutent encore une version réunissant les moments les plus appréciés par les internautes, et une enfin réalisée par Verhoeven lui-même. Celle-ci, d'un peu plus de 50 minutes seulement, sortira finalement en salles précédée d'un documentaire retraçant toute l'aventure,. Le film est présenté dans différents festivals, comme Rome ou TriBeCa, et paraît en France, directement en vidéo, le 2 avril 2014. S'il se dit satisfait par cette expérience, il estime néanmoins que son format n'est pas viable à grande échelle. Les nombreuses contributions reçues se sont en effet vite révélées disparates et souvent excessives, l'obligeant à les retravailler en profondeur pour leur apporter le liant nécessaire et les modérer.

#### Depuis 2015: France

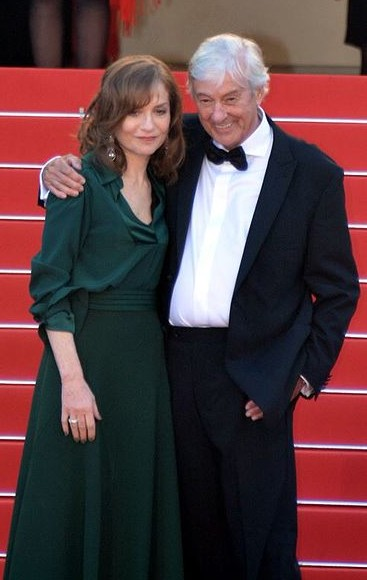
Avec Isabelle Huppert, pour la projection de Elle au festival de Cannes 2016.

En 2015, il commence la production d'Elle, une coproduction franco-allemande avec notamment Isabelle Huppert, Virginie Efira et Charles Berling. Verhoeven envisageait d'abord de tourner le film aux États-Unis, mais les difficultés qu'il rencontre à le financer le poussent à élire finalement la France : « Pour obtenir des financements, il faut éliminer tout ce qui pourrait prêter à controverse… Tuer des gens à l’écran, ça, ça ne gêne personne vu que tout le monde est armé. » Soucieux de ne pas privilégier son confort au détriment de l'équipe, il dirige celle-ci entièrement en français. Il prend pour cela des cours intensifs pendant une semaine, à raison de huit heures par jour. Elle est l'adaptation par le scénariste David Birke du roman « Oh… » de Philippe Djian, publié en 2012 aux Éditions Gallimard. Le cinéaste confesse ne connaître au départ l'auteur que par l'adaptation de son livre 37°2 le matin, qui lui avait rappelé Turkish Délices. Il estime être resté fidèle dans Elle au roman d'origine, malgré la prise de « quelques libertés », et se félicite de s'y jouer une fois de plus du politiquement correct. Le film, tourné sous l'égide du producteur franco-tunisien Saïd Ben Saïd, sort en juin 2016. Il est présenté en compétition officielle au festival de Cannes, 24 ans après l'ouverture de l'édition 1992 avec Basic Instinct, et reçoit de nombreuses récompenses, parmi lesquelles le Golden Globe du meilleur film en langue étrangère et le César du meilleur film.
Le 9 décembre 2016, alors qu'il donne une classe de maître au 16e Festival international du film de Marrakech, l'organisation du 67e Festival de Berlin annonce sa nomination en tant que président du jury des longs métrages, pour remettre l'Ours d'or. Il succède ainsi à la comédienne Meryl Streep.
Le succès de Elle apporte de nouveaux projets à Paul Verhoeven, notamment une adaptation télévisée du roman Bel-Ami de Guy de Maupassant. Un film, centré sur Jean Moulin, « figure emblématique de la Résistance », et qui étudiera « les courants, les antagonismes, les trahisons » en jeu au sein du mouvement,, est également évoqué.

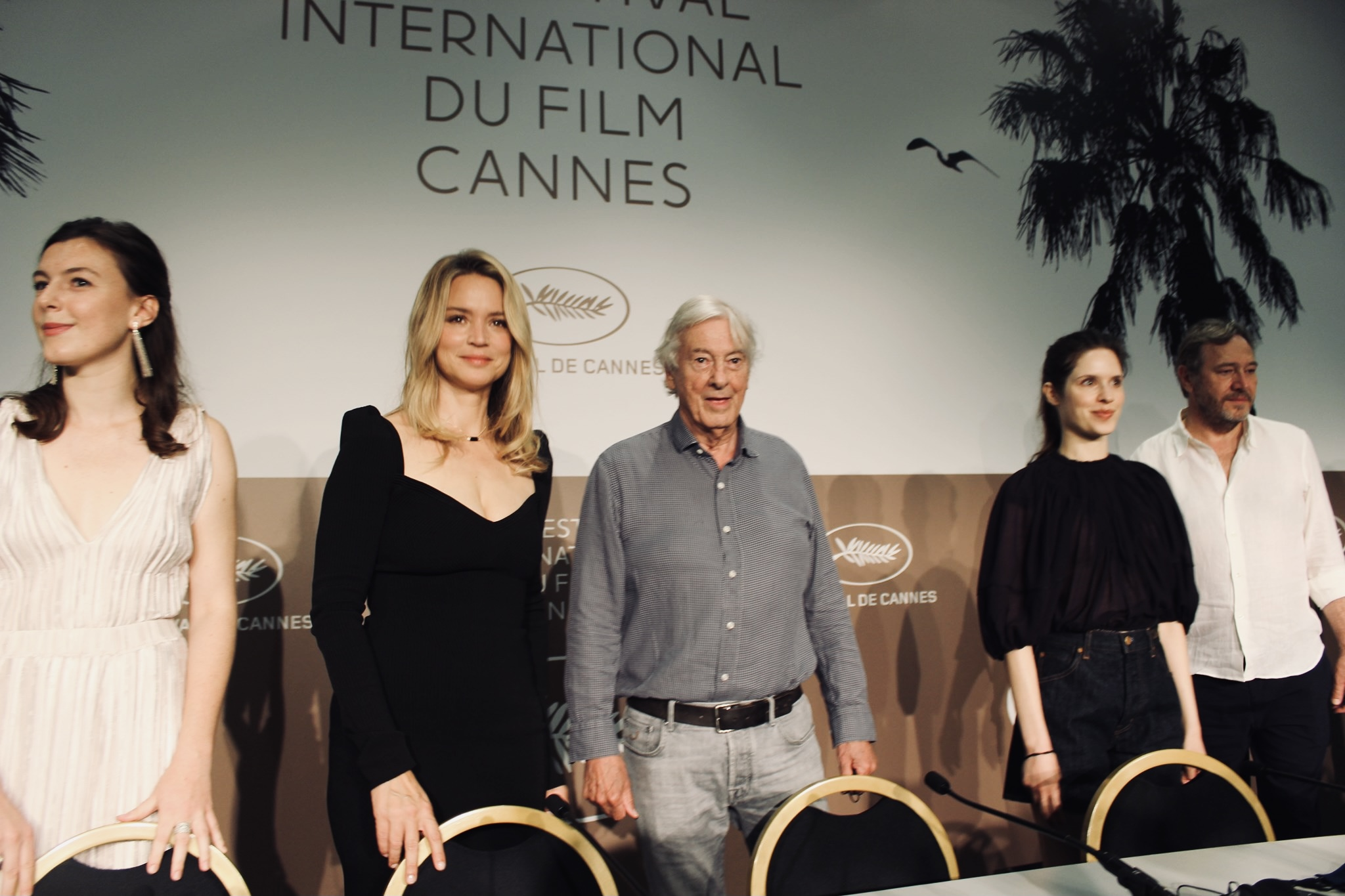
Paul Verhoeven entouré de Louise Chevillotte, Virginie Efira et Daphné Patakia au Festival de Cannes 2021

Mais en avril 2017, il est finalement révélé que son film suivant sera intitulé Benedetta et adapté du livre Sœur Benedetta, entre sainte et lesbienne (1986) de l'historienne Judith C. Brown. À nouveau porté par le producteur Saïd Ben Saïd et tourné en français, le projet permettra de retrouver Virginie Efira, déjà présente dans Elle, dans le rôle de Benedetta Carlini, une religieuse catholique italienne du XVIIe siècle, mystique et lesbienne. Pour avoir entretenu une relation avec une autre sœur, en pleine période de la Contre-Réforme en Italie, Carlini sera tenue à l'écart de tout contact durant quarante ans. Initialement prévu pour le premier trimestre de 2019, Benedetta est repoussé une première fois à 2020, pour intégrer la compétition officielle du Festival de Cannes où il est de nouveau sélectionné. L'événement étant reporté à l'année suivante en raison de la pandémie de Covid-19, la sortie du film est encore décalée, cette fois à juillet 2021. Dans le même temps, le projet autour de Bel-Ami est confirmé, sous la forme d'une mini-série de huit épisodes en français que Verhoeven réalisera tous, en plus d'être nommé show runner général. Prévu pour l'été 2021, Bel-Ami constituera son premier travail pour la télévision depuis son rôle de producteur délégué sur la série issue de Starship Troopers.

### Vie privée
Paul Verhoeven réside à Los Angeles depuis 1985, malgré l'arrêt de ses tournages aux États-Unis. En 2016, il n'envisageait toujours pas de quitter le continent américain, même s'il ajoutait alors « sauf si Trump gagne ».
Il est marié depuis 1967 avec la Néerlandaise Martine Tours. Ensemble ils ont deux filles, l'une peintre et l'autre scénariste pour la télévision.

## Analyse

### Style

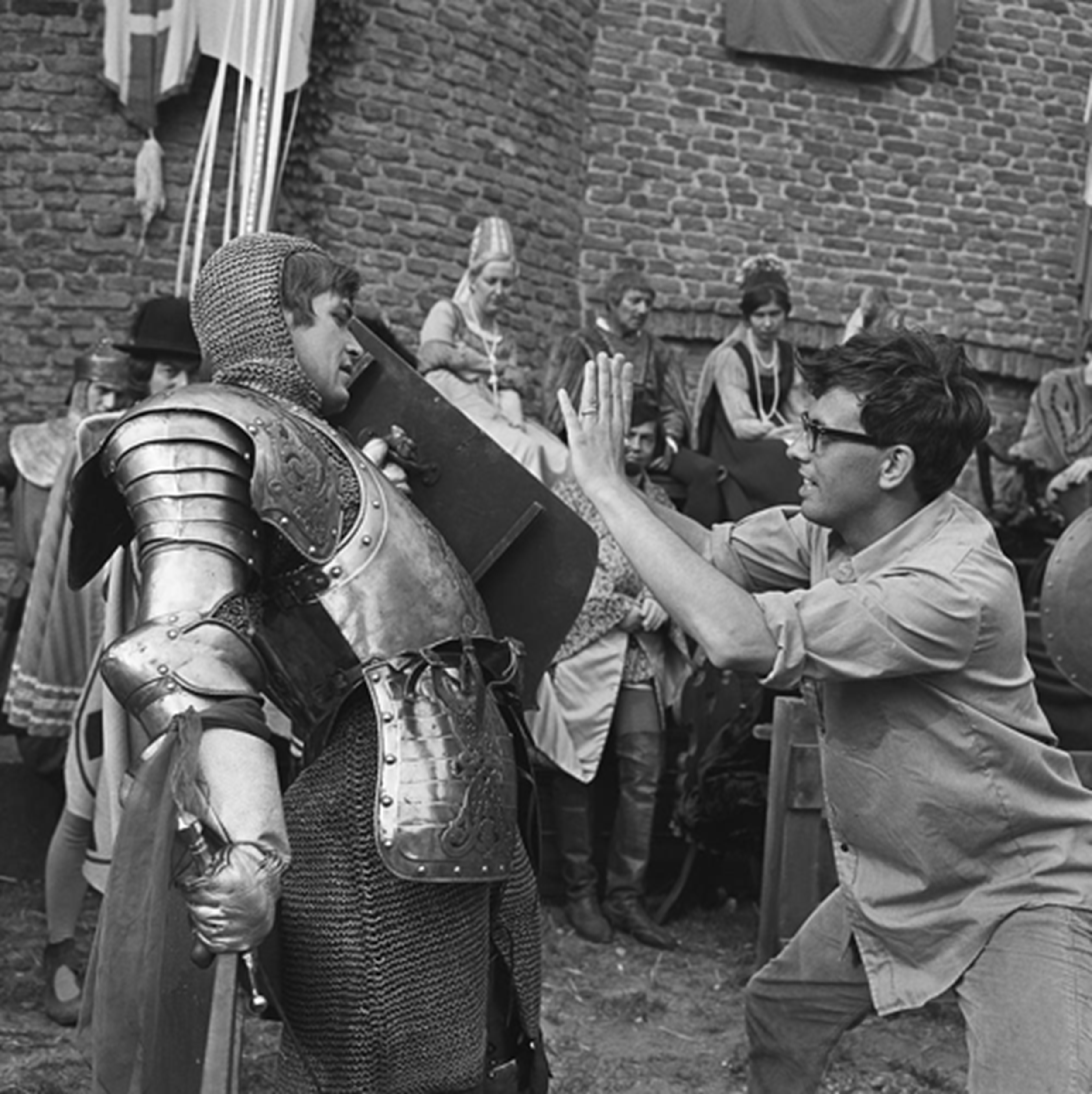
Sur le tournage de Floris.

Le cinéma de Paul Verhoeven se démarque d'abord par sa grande précision, et par son souci permanent de vérité. C'est probablement le reflet de ses prédispositions pour la science, qui l'ont conduit à son diplôme en physique et mathématiques, mais aussi des documentaires tournés durant son service pour l'armée. Mais c'est avant tout selon lui la conséquence de son expérience pentecôtiste, le réalisme lui servant d'« antidote » à la forme de délire qu'il avait fini par ressentir là-bas. Verhoeven mise donc sur un pragmatisme explicite, qui doit être pour lui comme une « ancre à la réalité ». Cela est visible dans Turkish Délices, où les corps sont livrés dans leur intimité la plus crue, comme de pures pièces d'anatomie, et se retrouve dans la scène d'amour chorégraphiée au millimètre près de Basic Instinct. Même pour un film comme Hollow Man : L'Homme sans ombre, le réalisateur affirme que si on admet qu'il est possible d'être invisible, l'histoire est sinon très réaliste.
Mais cette justesse n'est pas tant celle des faits proprement dits que du ressenti qu'ils inspirent. Ainsi dans le La Chair et le Sang, il s'agit moins de raconter les faits de guerre, que les horreurs qu'ils impliquent pour les personnages. Cette conviction profonde coûtera d'ailleurs au cinéaste son amitié avec Rutger Hauer, qui vit mal de devoir incarner l'atroce au motif de l'authenticité. D'autres en revanche adoptent plus facilement sa philosophie. Isabelle Huppert, qui conserve à Verhoeven une très grande estime, déclarait après la sortie de Elle que s'« il y a toujours quelque chose de dur à avaler avec lui », il n'en sait pas moins « exactement ce qu’il a à faire ».
Paul Verhoeven est ce que le philosophe Gilles Deleuze appelle un naturaliste : il rapporte l'humanité aux puissances qui la gouvernent. La mort, le corps et ses pulsions sont partout dans son œuvre. Mais il admet volontiers employer l'exagération, pour dénoncer ce qui le choque dans la société contemporaine. C'est ce qu'il fait avec Starship Troopers, et déjà dans une moindre mesure sur RoboCop et Total Recall. Avec ses scénaristes, il prend des éléments qu'il observe, et les détourne d'une manière qu'il qualifie d'« hyperbolique », afin de les rendre aussi visibles que possible. Mais il se défend d'afficher une position politique affirmée dans sa production. Selon lui, « si on est trop conscient du message, on ne fait plus de l'art ». Il préfère citer comme inspirations les grands peintres flamands et hollandais tels Jérôme Bosch, Pieter Brueghel l'Ancien ou Rembrandt, qui reproduisent la vie sans tabou, « et pas selon nos fantasmes ».

« Je me vois provocateur dans un autre sens : comme un cinéaste qui explore les différences entre la réalité, et la manière dont on la voit généralement retranscrite. »

Ce goût pour l'excès tend souvent vers la satire, raillant le libéralisme galopant dans RoboCop, l’impérialisme américain dans Starship Troopers ou le sexe vulgaire dans Showgirls. L'humour moqueur, caustique et irrévérencieux, est très présent dans l’œuvre du cinéaste. On en trouve même déjà la trace dans la série Floris, sa première grande expérience de mise en scène. Il aide Verhoeven à imposer une distance au spectateur, un détachement lui permettant de prendre une certaine hauteur sur ce qu'il regarde. C'est aussi dans cette optique qu'il traverse RoboCop, Total Recall et surtout Starship Troopers d'incrustations télévisuelles cinglantes, qui lui sont inspirées des carrés très contrastés du peintre néerlandais Piet Mondrian. Ces principes sont pour lui une nécessité. À propos du récent remake de RoboCop, il lance : « jouer la carte du 1er degré, qui plus est sans aucune touche d’humour, est une régression, non une amélioration. ».

### Thèmes

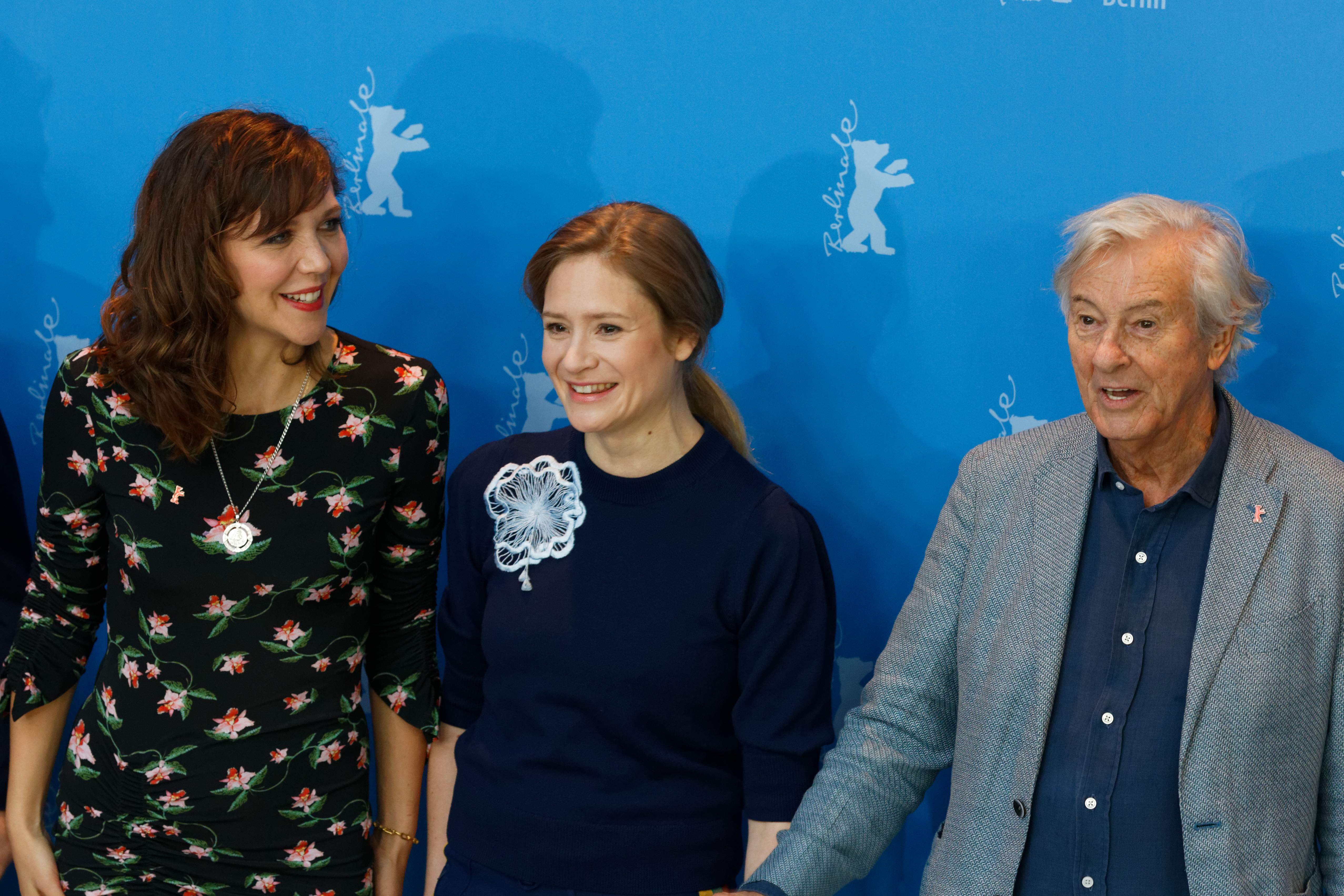
Paul Verhoeven à la Berlinale 2017 aux côtés des membres de son jury, Maggie Gyllenhaal et Julia Jentsch.

La filmographie de Paul Verhoeven est parcourue de thèmes récurrents, parmi lesquels trois se détachent particulièrement : le sexe, la violence et la religion. Ils sont pour lui « les trois principaux éléments sur Terre ». Mais d'autres thématiques apparaissent également tout au long de sa carrière.

#### Le sexe
Le cinéaste voit dans le sexe « la base de l'évolution », qu'il lui semble naturel de porter à l'écran. Selon lui, « la vraie question, c’est pourquoi on n’en voit pas plus ailleurs ». Il avoue même lui avoir voué une obsession dans les années de ses premiers longs métrages. On le voit ainsi dès Qu'est-ce que je vois ? détourner avec humour le sexe tarifé, puis multiplier les scènes très crues dans Turkish Délices. Il s'inscrit en cela dans l'éphémère « Dutch Sex Wave », un mouvement libertaire qui renverse les codes du cinéma néerlandais dans la première moitié des années 1970, tirant le sexe explicite de la pornographie pour l'imposer au circuit de salles classique,.
Plus tard, le thème reste central dans les nombreuses perversions qu'affiche le très cru Spetters, puis dans La Chair et le Sang, où le personnage de Jennifer Jason Leigh est violé par celui de Rutger Hauer. Cela se retrouve encore dans Basic Instinct, où les jambes décroisées de Sharon Stone sont pour Libération un « marqueur de la pop culture du XXe siècle », et de nouveau dans Elle, avec le viol de son héroïne.
Le réalisateur admet le voyeurisme qu'implique sa caméra, et qu'il n'hésite pas à retranscrire. Ainsi les spectacles de lap dance de Showgirls se déroulent sous l’œil obscène des clients, et dans Hollow Man, Sebastian Caine (Kevin Bacon) profite de son invisibilité pour lorgner sa voisine en train de se déshabiller.

#### La violence
Verhoeven avoue prendre le même plaisir à filmer la violence, qui pour lui est avec le sexe l'une des « deux choses fondamentales de notre univers », qu'il est important de ne pas cacher. Il associe souvent les deux à travers le thème du viol, très présent dans son œuvre : il apparaît dans Katie Tippel, Spetters, La Chair et le Sang, Showgirls et Elle, en plus de scènes équivoques fantasmées dans Le quatrième homme.
Profondément marqué par la Seconde Guerre mondiale dans sa petite enfance, où son quotidien était rempli de « ruines, bombardements, morts dans la rue », Verhoeven estime en avoir hérité un regard clinique, sombre, qui remonte dans ses phases créatrices. La guerre, et la violence qui l'accompagne, forment souvent le décor de ses films, de ses premiers pas pour la Marine néerlandaise aux évocations de la Résistance dans Le Choix du destin, Black Book et son projet sur Jean Moulin, en passant par le conflit interstellaire de Starship Troopers. Dans ce dernier, il tente d'« extrapoler » la politique menée au Texas par George W. Bush, alors gouverneur, et n'hésite pas à chercher l'inspiration dans les travaux de Leni Riefenstahl, propagandiste officielle du Troisième Reich. La guerre est encore au centre de La Chair et le Sang, souvent peu vraisemblable mais très stylisée, dans une veine qui rappelle les tableaux de la Renaissance et de la peinture flamande.
Outre sous forme de viol ou de guerre, la violence apparaît encore dans des scènes plus ponctuelles, comme la longue fusillade qui abat Murphy dans RoboCop, le meurtre en ouverture de Basic Instinct ou la torture de Rachel dans Black Book. Cette propension, qui vaut parfois à Verhoeven le surnom de Hollandais violent dans les médias francophones (jeu de mots faisant référence au Hollandais volant, un vaisseau fantôme célèbre dans la culture populaire), n'est en fait pour lui qu'un reflet de l'univers, qu'il juge « mal fait, mal foutu » :

« Les étoiles se détruisent, les planètes explosent – c’est une constante de l’univers, l’univers est très violent. »

Mais les critiques lui reprochent régulièrement son ambivalence à dénoncer la violence tout en la magnifiant, en appelant aux pulsions du spectateur en même temps qu'il les raille. C'est le cas par exemple pour Robocop, Starship Troopers, ou encore Elle, accusé à sa sortie de faire l'apologie du viol.

#### La religion

Son livre sur Jésus de Nazareth.

Le troisième thème, la religion, reste d'abord discret dans sa filmographie, le réalisateur se limitant à dénoncer ses conservatismes, comme dans Turkish Délices, Le Choix du destin ou Le Quatrième Homme. Dans ce dernier, on peut ainsi voir un homme masser le sexe d’un Jésus en slip sur un crucifix, manière d'opposer audacieusement rigueur chrétienne et culture gay. La religion apparaît aussi de manière plus métaphorique, en particulier dans le Christ ressuscité en filigrane du héros de RoboCop, ou en arrière-plan, comme dans le personnage de « catholique romaine pure » que joue Virginie Efira dans Elle,. Mais elle sera de nouveau au centre de Benedetta, prévu pour 2021, où on retrouvera Efira, cette fois dans la peau d'une nonne toscane du XVIIe siècle d'abord promise à la béatification, puis finalement emprisonnée pour homosexualité. Nouvelle manière de questionner la morale, en se jouant des codes et au mépris des tabous,.
Athée convaincu, le cinéaste voit en effet la religion sous un angle profane, scientifique :

« Je suis profondément athée, mais j'admire Jésus. Autant que Stravinsky, Bryan Ferry ou Rammstein. »

Il avoue avoir connu un éphémère début de foi dans ses jeunes années, au cours de son séjour de trois semaines dans une communauté pentecôtiste, et ressentir depuis une curiosité insatiable pour la religion, « omniprésente dans notre société ». Dès son arrivée aux États-Unis en 1985, il se rapproche du Jesus Seminar, une institution qui aborde la figure de Jésus de Nazareth sous un angle historique et critique,. Le thème le passionne ; en témoigne le livre qu'il lui consacre en 2008. Lui qui a un temps nourri l'envie d'adapter les biographies de Jeanne d'Arc puis d'Alexandre le Grand, il voit là une nouvelle occasion de raconter une vie hors du commun.
C'est en ce sens que parmi les évangiles, il garde une préférence pour celui de Marc, qu'il estime plus simple, plus direct, et surtout rempli de détails absents des autres. Il accepte même l'idée que Jésus ait pu d'une certaine manière, encore incomprise, guérir ses contemporains. Mais il voit surtout en lui un homme à l'« éthique totalement innovante », dispensateur non pas « de miracles, mais d'un nouveau système de valeurs »,. Il admire comment il a su imposer sa doctrine « Aimez vos ennemis » contre la loi du talion alors en vigueur. Saluant ses critiques à l'égard de « l’autocratie des prêtres, remettant en question la Torah », il en fait une sorte de « proto Che Guevara » dont il admire la vision novatrice et les paraboles,. Mais il se défend toujours d'être chrétien, et assure même n'être jamais entré dans une église, « à part Notre-Dame pour en admirer la construction ».

#### Les femmes
Verhoeven, père de deux filles et resté fidèle à son épouse, est, comme il le dit, « entouré de femmes », précisant que même ses deux chiens sont des femelles. Partisan de la parité, il axe beaucoup de ses intrigues sur des personnages féminins, avec lesquels il s'avoue plus à l'aise. Il raconte ainsi que durant l'écriture de Black Book, Gerard Soeteman et lui sont restés bloqués près de quinze ans sans pouvoir faire avancer l'histoire, avant de trouver la parade en remplaçant le héros par une héroïne.

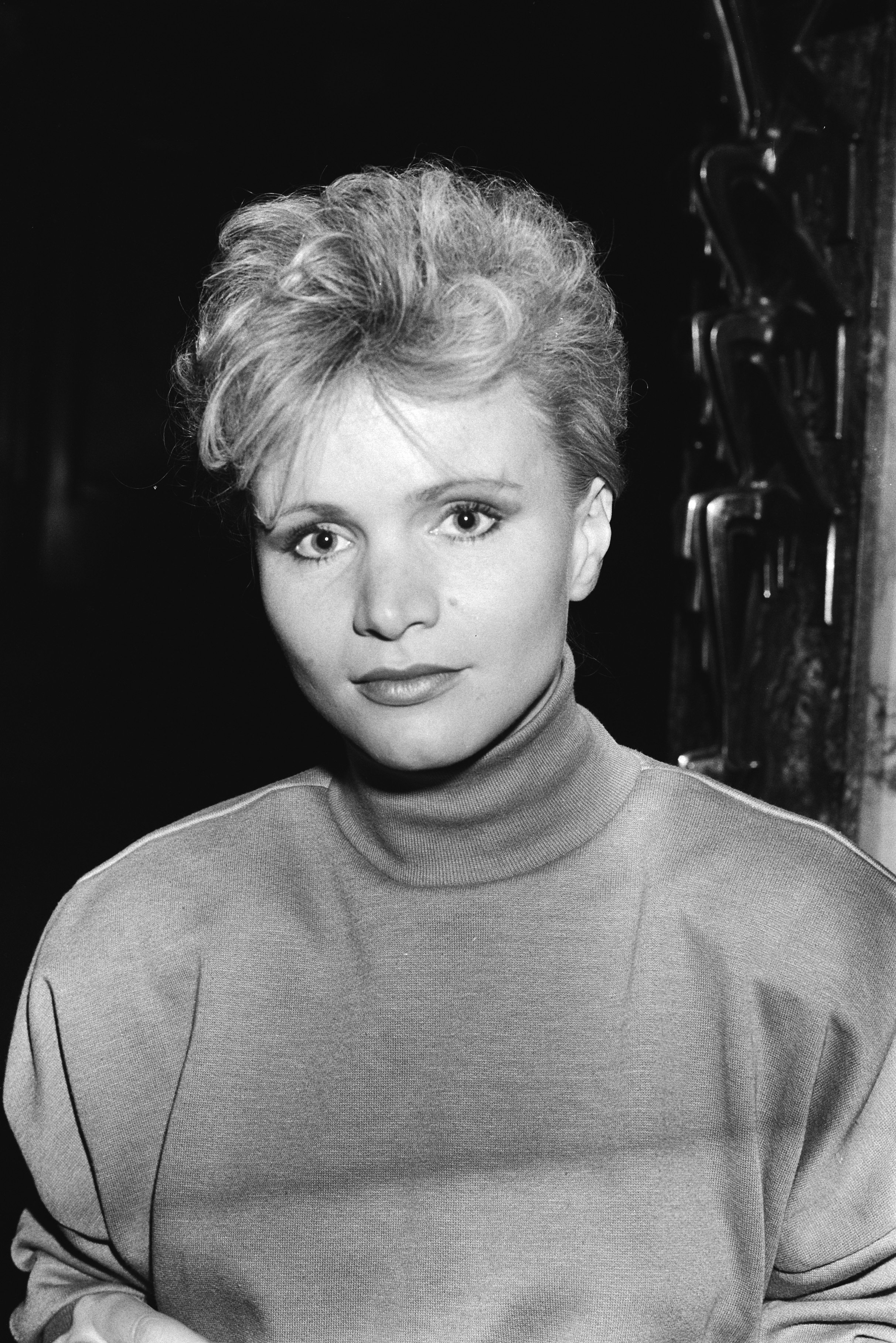
Renée Soutendijk, « veuve noire » du Quatrième Homme.

Dans ses films, il met généralement en scène les femmes dans des situations tragiques les contraignant à user de charme, de courage et d'intelligence pour s'en sortir,. Si Olga dans Turkish Délices apparaît comme une héroïne étrangement pure (mais néanmoins condamnée), les deux prostituées au centre de Qu'est-ce que je vois ? sont les seules épargnées par sa satire féroce des différents protagonistes. La jeune Katie Tippel se prostitue elle aussi pour s'élever dans l'échelle sociale. À partir de Spetters, ce personnage vire progressivement à la veuve noire perverse et manipulatrice. On la retrouve dans la fausse ingénue que campe Jennifer Jason Leigh dans La Chair et le Sang, puis avec les allures d'une femme fatale dans Basic Instinct, et dans ce que le réalisateur nomme sa « version occulte », Le Quatrième Homme. Dans Showgirls et Elle, le personnage central est une femme d'abord bafouée, qui parvient finalement à inverser les rôles,. Et dans Black Book et Benedetta, c'est encore sur une héroïne que repose l'intrigue.
On peut voir dans ce motif l'influence d'Alfred Hitchcock, mais aussi celle d'Ingmar Bergman, Federico Fellini et sa dolce vita, ou encore de la Nouvelle Vague des François Truffaut et autres Jean-Luc Godard. Malgré tout, il reste selon lui difficile d'imposer une femme dans un premier rôle. Il cite en exemple son projet avorté sur la vie de la pirate Anne Bonny, pour lequel Nicole Kidman avait pourtant donné son accord, mais que personne n'a voulu financer à hauteur des 50 millions de dollars qu'il réclamait,.

#### L'ambiguïté
Estimant que « la moralité n’est pas une chose qui doit compter dans l’art », lequel doit rester « par-delà le bien et le mal », Verhoeven nourrit ses histoires d'une permanente ambiguïté. C'est pour lui simplement le reflet de la vie : chacun s'y construit sa réalité selon son propre angle de vue, sans qu'il soit besoin de fixer une vérité universelle imposée à tous. Il se réfère notamment au message qu'il tire de Rashōmon d'Akira Kurosawa : « tout est la même chose et tout est différent ».
C'est dans Total Recall qu'il pousse le plus loin cette idée, puisqu'il n'y est jamais parfaitement explicité si le personnage d'Arnold Schwarzenegger vit un rêve ou non. Mais ce thème se déploie plus généralement, dans une grande part de sa filmographie, à travers nombre de personnages énigmatiques, souvent tiraillés entre des courants contraires. L'ambiguïté marque déjà les personnages de Katie Tippel, puis ceux du Choix du destin et de La Chair et le Sang,. Plus tard s'ajouteront le policier mi-homme mi-machine de RoboCop, les héros très lisses de Starship Troopers, ou encore les héroïnes équivoques de Basic Instinct, Showgirls et Elle,. Et ce même thème sera de nouveau au centre de Benedetta, tant dans son contexte socioculturel que dans le personnage de son héroïne.
Ce caractère complète l'ironie cachée dans la narration, et participe à l'incompréhension suscitée lors de certaines projections. Mais le cinéaste, citant en exemple le compositeur Igor Stravinsky, se refuse à céder aux conventions. Il entend continuer de « détourner la norme », en multipliant les hypothèses, en jouant sur les nuances, en manipulant la morale autant que l'intrigue, sans « jamais jeter une interprétation au visage du spectateur ».

#### Science et technologie
Le cinéma de Verhoeven se ressent également directement de sa formation scientifique à travers l'emploi de la technologie, très présente dans son œuvre à partir de La Chair et le Sang. On y suit notamment un savant faisant figure d'avant-gardiste, à une époque où la science s'oppose aux superstitions et aux religions,. Viendront ensuite le héros mi-robot de RoboCop, les manipulations cérébrales de Total Recall, le sérum d'invisibilité Hollow Man : L'Homme sans ombre, et même les jeux vidéo dont Isabelle Huppert campe une scénariste dans Elle.
Mais la science est encore décelable dans le naturalisme appuyé de Turkish Délices, où les corps sont montrés dans toute leur crudité biologique, et même aussi dans la précision chorégraphique de Basic Instinct dans sa scène d'amour, qui renvoie d'une certaine manière au passé mathématique du cinéaste.

### Rapport à la critique
Les partis pris de Paul Verhoeven donnent à sa production une teinte amorale et provocante qui type très tôt ses films, et le met régulièrement aux prises avec la controverse, en particulier depuis Spetters, et sa séquence très brutale de viol homosexuel. Le cinéaste le reconnaît :

« On fait des films pour communiquer, toucher un public, pas pour le malmener. Mais bon, disons que ça ne me gêne pas de déranger. »

Pourtant, derrière les scandales et les incompréhensions, son œuvre est aujourd'hui reconnue comme profondément engagée et dénonciatrice, et les avis s'accordent sur ce qu'elle doit rarement être vue au premier degré,. De fait, Verhoeven conçoit ses films pour qu'ils se révèlent après plusieurs visionnages, « comme une bonne musique qu'on écoute encore et encore », en l'abordant sous différents angles pour en percevoir toute la richesse. Mais ces choix assumés pour des récits à plusieurs niveaux d'interprétation, où l'ironie confine régulièrement à la subversion, l'ont très souvent mis en difficulté vis-à-vis des producteurs,.
Après Spetters, la critique se fait dure et malgré le succès rencontré aux Pays-Bas, les aides financières publiques deviennent rares. Le réalisateur est alors perçu selon ses dires comme « commercial, provocateur, décadent ». Son départ pour les États-Unis marque une nouvelle liberté, même s'il doit désormais composer avec des scénarios soumis par les studios. Le succès aidant, il parvient à une relative indépendance qui lui permet de laisser aller son inspiration. Mais les échecs de Starship Troopers puis Showgirls amènent à nouveau la suspicion sur lui, et il réalise Hollow Man sous une forte contrainte, qui motivera son retour en Europe. Il s'avoue aujourd'hui satisfait de ce choix, recouvrant sur son continent la liberté de faire ce qu'il souhaite, d'autant qu'avec l'âge, il admet être de plus en plus intéressé par « aller au-delà de la norme ».
Dès lors, les critiques à leur tour se font plus compréhensives, et on assiste au cours des années 2010 à une réhabilitation profonde de son œuvre,. Qualifié désormais de « maître néerlandais », il est cité en héritier de Sergio Leone, Sam Peckinpah ou Robert Aldrich. Lors de la sortie d'Elle, la profession elle-même lui rend hommage, en le couvrant de nombreuses et prestigieuses récompenses. S'il conserve ses détracteurs, en témoigne l'accusation d'apologie du viol par une ligue féministe, il avoue sa joie devant cette reconnaissance, qui marque pour lui comme une renaissance au cinéma. Et celle-ci se poursuit, puisque le Festival de Cannes a d'ores et déjà sélectionné Benedetta pour sa cérémonie 2021, son délégué général Thierry Frémaux s'enthousiasmant notamment sur une « mise en scène grandiose ».

### Technique

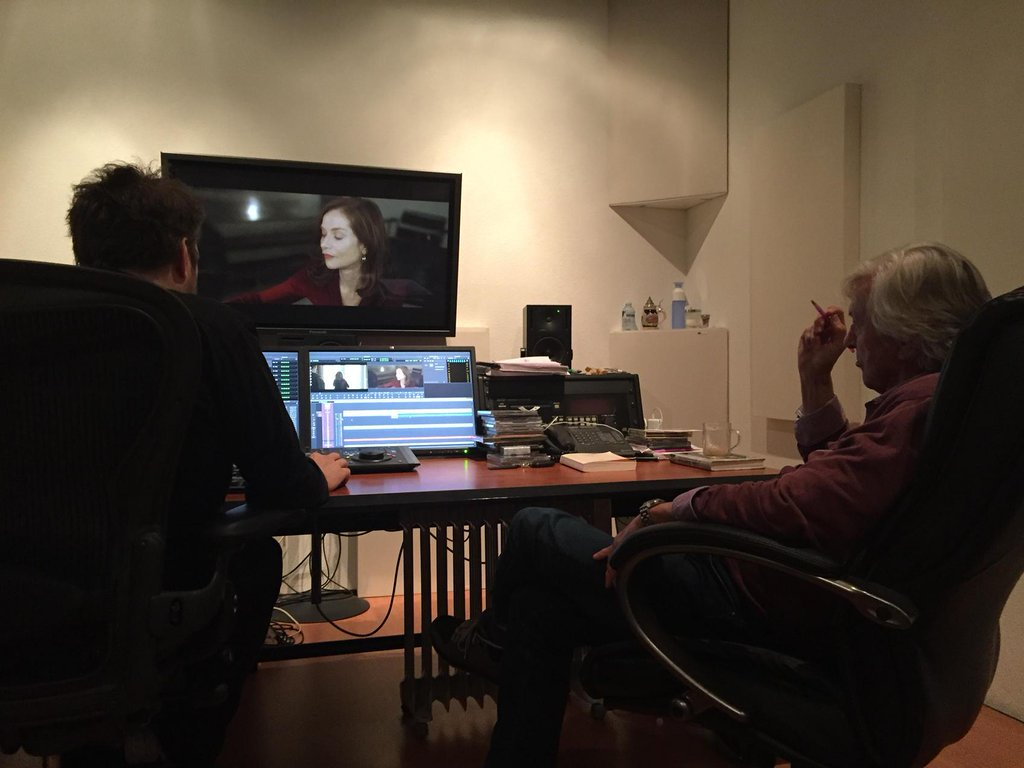
Paul Verhoeven participant au montage de Elle.

Très présent sur ses tournages, Verhoeven participe à chaque élément de ses films. Il travaille avec tous les membres de son équipe, et se montre très précis dans ses demandes. Ainsi, si aux États-Unis il a dû composer avec des scénarios déjà terminés, il a pour habitude en Europe de participer fortement à leur écriture, bien que, en référence à Alfred Hitchcock, il se refuse à paraître au générique sous ce rôle. Avec son scénariste, il s'appuie généralement sur un roman, mais il s'agit parfois d'une création originale, basée sur un gros travail de documentation qu'ils effectuent eux-mêmes, comme pour La Chair et le Sang et Black Book. L'adaptation se déroule ensuite à ses dires par simple « intuition » : il souligne ce qui lui paraît « visuel » et réfléchit ensuite à comment le porter à l'écran. Pour cela, le réalisateur, méticuleux et bon dessinateur, griffonne lui-même ses storyboards. Il les fournit normalement en début de tournage, mais les conditions peuvent le conduire à les tracer en cours de route. Ils lui permettent de suivre les réalisations de son équipe, en s'assurant qu'elles restent en accord avec ses idées,.
Durant le tournage, le passé scientifique de Verhoeven se manifeste dans son intérêt pour l'évolution des techniques cinématographiques, qu'il essaie régulièrement dans ses propres films. Il emploie par exemple dans Turkish Délices une petite caméra Arriflex bas-de-gamme, acceptant une mauvaise prise de son (le film sera doublé en postproduction) au nom de la maniabilité. Son goût pour la technique devient prépondérant aux États-Unis, où les plannings serrés difficilement aménageables l'obligent à gagner en vitesse et en efficacité. Sur le tournage de RoboCop, il laisse ainsi son chef opérateur Jost Vacano utiliser un système de son invention, qui fixe la caméra à son épaule et lui permet de la manier avec son simple poignet. Mais la généralisation des effets numériques, plus particulièrement dans la science-fiction, limite la portée de tels stratagèmes. En effet les incrustations doivent rester dans le même cadrage que les prises de vue du réalisateur, qui n'est dès lors plus libre de procéder à tous les ajustements qu'il souhaite.
Le retour de Verhoeven en Europe lui rend l'autonomie qu'il affectionne, et au début des années 2010, le projet Tricked est pour lui une sorte de laboratoire. Au-delà de son principe de base, une écriture collaborative inspirée du financement participatif, c'est aussi l'occasion pour le cinéaste de s'essayer à la toute récente caméra numérique Arri Alexa, lui qui n'avait jusque-là travaillé qu'en argentique,. Il expérimente également la prise de vue double et synchronisée : il filme simultanément la même scène avec deux caméras, les plus proches possible l'une de l'autre, mais réglées dans des tailles de plans différentes (larges ou plus serrés), ce afin de pouvoir en jouer ensuite lors du montage. Il perfectionne cette technique sur Elle, où il la combine avec le port de caméra « à l'épaule », c'est-à-dire sans l'entremise d'un quelconque équipement stabilisateur comme les trépieds ou autres dollies. Cela lui permet d'accroître l'impression d'incertitude et le sentiment d'observation, voire « peut-être un peu de voyeurisme ».

## Collaborateurs récurrents

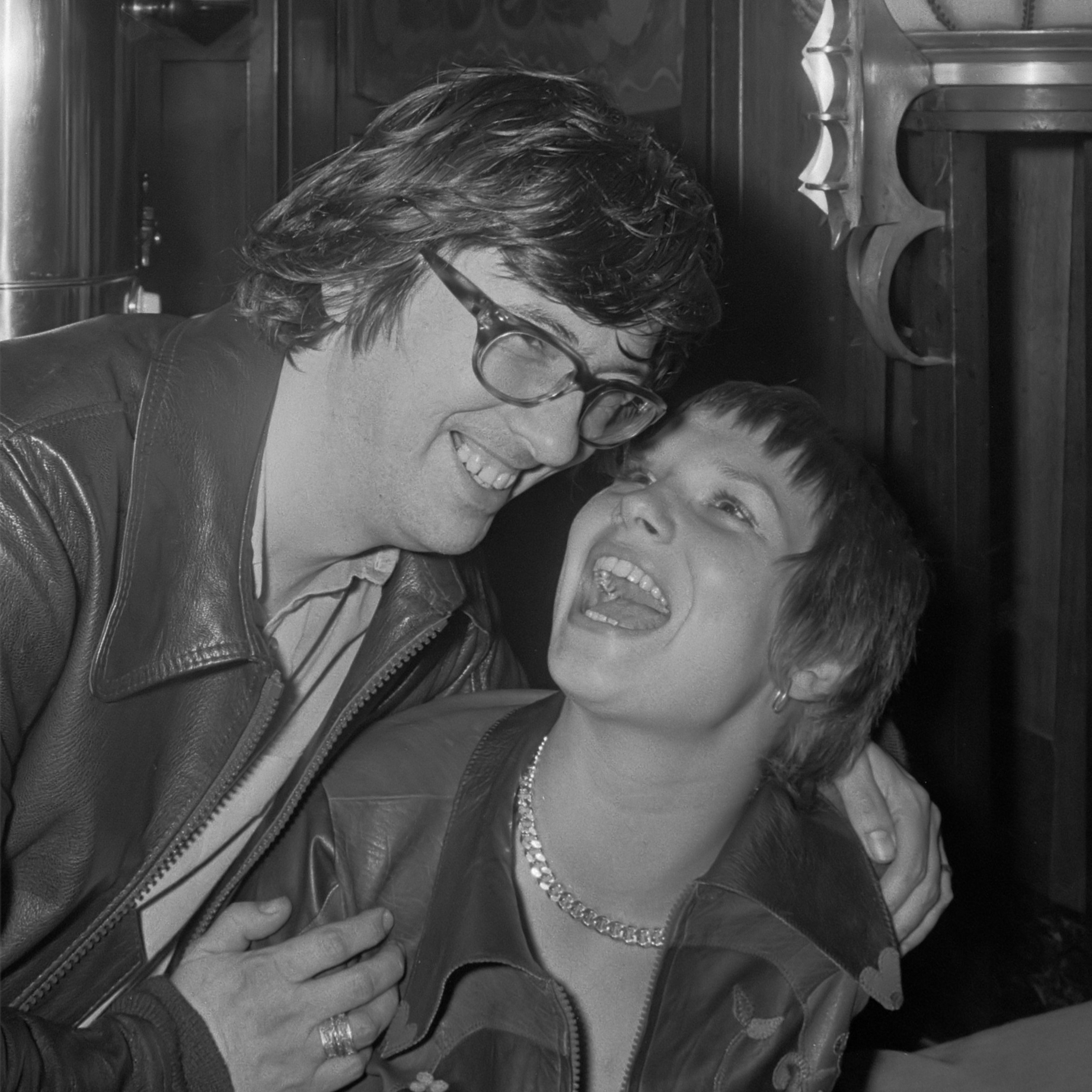
Verhoeven avec l'actrice Monique van de Ven, durant la première de Turkish Délices le 22 février 1973.

Verhoeven salue volontiers ses équipes, et n'hésite pas à mettre en valeur le travail de chacun. Il est conscient de ses propres limites, et sait s'effacer quand un autre lui apporte une idée intéressante. Il conçoit le rôle du réalisateur comme celui d'un superviseur, qui doit tirer le meilleur de ses collaborateurs : « La réussite dépend du talent de dix ou quinze personnes, acteurs inclus. » Cette approche, doublée de la nature locale de ses débuts aux Pays-Bas, l'a conduit à s'entourer régulièrement des mêmes personnes pour ses films. Le départ de ses Pays-Bas pour les États-Unis lui a été à ce titre très difficile :

« Si je peux travailler avec la même équipe je le ferai, jusqu'à ce que cela devienne impossible. »

### Équipe technique

#### Scénario
Comme Paul Verhoeven, de deux ans son cadet, Gerard Soeteman a fait ses études à l'université de Leyde. Mais les deux hommes ne s'y sont jamais parlé. Il faut attendre 1969 et la série d'aventures néerlandaise Floris, dont Soeteman écrit le script, pour qu'ils se rencontrent. Leur collaboration se poursuit alors jusqu'au départ du réalisateur pour les États-Unis. Soeteman signe tous les scénarios de cette période : Qu'est-ce que je vois ? (1971), Turkish Délices (1973), Katie Tippel (1975), Le Choix du destin (1977), Spetters (1980), Le Quatrième Homme (1983) et La Chair et le Sang (1985).
Il est remplacé pour RoboCop (1987) par Michael Miner et Edward Neumeier. Ce dernier retrouvera Verhoeven dix ans plus tard, sur Starship Troopers. Durant le tournage de ce dernier, ils développent une relation privilégiée : Neumeier, désireux de pouvoir un jour diriger son propre film, accompagne le cinéaste sur le plateau, et leurs échanges permanents les aident à atteindre une liberté d'écriture rare à Hollywood,.
Entre-temps, le réalisateur collabore avec Joe Eszterhas, scénariste de Basic Instinct (1992) puis de Showgirls (1995). Leur relation sur les tournages est conflictuelle, mais Verhoeven conserve beaucoup d'estime pour son travail, en particulier sur Basic Instinct. Peu après la sortie d'Hollow Man : L'Homme sans ombre, il se disait prêt pour un nouveau projet ensemble, mais reconnaissait que rien n'était à l'étude, et que les deux hommes avaient presque perdu tout contact,.
Verhoeven continue de travailler en parallèle avec Gerard Soeteman. Black Book (2006) est tiré d'un projet commun remontant au milieu des années 1980, qu'ils parviennent à vendre à un studio en 2002, libérant ainsi le cinéaste de sa période américaine et de l'échec de Hollow Man : L'Homme sans ombre (2000). À l'occasion de la sortie de Elle (2016), Verhoven annonce que Soeteman l'assiste encore sur son projet d'adaptation télévisuelle du roman Bel-Ami de Guy de Maupassant.
Depuis son arrivée en France, Verhoeven entreprend une nouvelle collaboration avec le scénariste américain David Birke. C'est lui qui signe Elle, et il est prévu de le retrouver sur Benedetta, mais cette fois en association avec le complice de toujours Gerard Soeteman.

#### Montage
Frank J. Urioste entame sa collaboration avec Verhoeven sur RoboCop (1987), qui lui vaut une nomination à l'Oscar du meilleur montage. S'ensuivent Total Recall (1990), puis Basic Instinct (1992) pour lequel il est à nouveau nommé aux Oscars. À propos de son travail sur ce dernier film, Verhoeven ne tarit pas d'éloges sur le traitement des scènes où apparaît Sharon Stone. Le réalisateur, très critique quant à la capacité de l'actrice à maintenir un jeu correct, apprécie la manière dont le monteur est capable de jongler entre plusieurs prises, même pour une scène de quelques secondes. En comparaison, il estime que dans Casino (1995) de Martin Scorsese, le montage de Thelma Schoonmaker laisse beaucoup plus voir les différences de jeu de l'actrice suivant les prises. Depuis, il a collaboré avec le néerlandais Job ter Burg sur Black Book (2006), Elle (2016) et Benedetta (2021).

#### Photographie

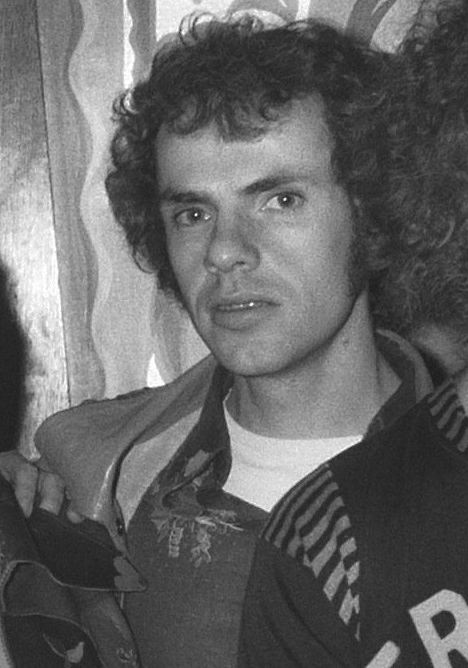
Jan de Bont lors de la première de Turkish Délices, le 22 février 1973.

Jan de Bont étudie le cinéma à Amsterdam où, après s'être intéressé à tous les métiers de la discipline, il choisit de se spécialiser dans la direction photographique. Installé à Los Angeles depuis 1968, il est malgré tout engagé par Verhoeven sur le tournage de son court métrage Le Lutteur en 1970. Il reste chef opérateur pour le cinéaste sur ses trois premiers longs métrages, Qu'est-ce que je vois ? (1971), Turkish Délices (1973) et Katie Tippel (1975), puis le retrouve pour Le Quatrième Homme (1983), La Chair et le Sang (1985) et Basic Instinct (1992). Entre-temps, il s'est ouvert les portes d'Hollywood, travaillant sur des projets comme Leçons très particulières (1981) d'Alan Myerson, Cujo (1982) de Lewis Teague, Y a-t-il quelqu'un pour tuer ma femme ? (1986) du collectif ZAZ, et des productions plus ambitieuses comme Piège de cristal (1988) de John McTiernan, Black Rain (1989) de Ridley Scott, À la poursuite d'Octobre rouge (1990) à nouveau de John McTiernan et L'Expérience interdite (1990) de Joel Schumacher. Il se tourne ensuite vers la réalisation, signant lui-même des films comme Speed (1994) ou Twister (1996) et sa collaboration avec Verhoeven cesse totalement.
À leur sujet, Paul Verhoeven évoque une relation d'abord houleuse, notamment sur le tournage de Katie Tippel où ils ne cessent de s'invectiver, au point que se développe entre eux une haine sourde que le réalisateur a longtemps crue définitive. Et puis les années aidant, leurs rapports évoluent vers une confiance profonde et instinctive, qui leur permet de prendre rapidement des décisions pendant les tournages. C'est par exemple à de Bont qu'on doit le décor épuré de la salle d'interrogatoire dans Basic Instinct, ou la lumière évoquant la peinture flamande qui règne sur La Chair et le Sang.
Quand de Bont ne se rend pas disponible, Paul Verhoeven le remplace souvent par l'Allemand Jost Vacano. C'est déjà lui qui gère la photographie sur Le Choix du destin (1977) et Spetters (1980). Vacano accepte d'accompagner le cinéaste sur le tournage de RoboCop (1987), et ainsi de le soutenir et le rassurer dans cette première expérience américaine. Satisfaits, les deux hommes collaborent ensuite pour presque tous les films de cette période : Total Recall (1990), Showgirls (1995), Starship Troopers (1997) et Hollow Man : L'Homme sans ombre (2000).

#### Composition musicale
Paul Verhoeven choisit Basil Poledouris pour composer la bande originale de La Chair et le Sang (1985), le préférant à James Horner, qui selon lui n'aime pas le film, et Jerry Goldsmith, alors trop cher. L'ayant probablement repéré par son travail sur Conan le Barbare (1982) de John Milius, il apprécie son ascendance latine qui lui semble correspondre à la tonalité du scénario. Il refait appel à lui pour RoboCop (1987) et Starship Troopers (1997), ces deux films partageant déjà le même scénariste, Edward Neumeier, le même chef opérateur, Jost Vacano, et le même responsable des effets spéciaux, Phil Tippett.
Si le cinéaste opte pour Basil Poledouris pour ses films à forte teneur patriotique, il parvient à s'associer à Jerry Goldsmith pour ses productions plus grand public comme Total Recall (1990), Basic Instinct (1992) et Hollow Man : L'Homme sans ombre (2000),.
Il collabore ensuite avec la Britannique Anne Dudley pour la musique de Black Book (2006), Elle (2016) et Benedetta (2021).

#### Production
Quasiment tous les films de la période néerlandaise de Paul Verhoeven sont produits par Rob Houwer, un compatriote de son âge, et qui a déjà accompagné la nouvelle vague allemande quand ils se rencontrent. Houwer veut alors produire un film originaire de son pays. Ce sera Qu'est-ce que je vois ?, et la collaboration entre les deux hommes ne cessera qu'avec l'internationalisation entamée avec La Chair et le Sang.
Aux États-Unis, il travaille principalement avec Mario Kassar, producteur de Total Recall, Basic Instinct et Showgirls. Mais lorsque celui-ci décale le projet Crusade du Néerlandais, lui préférant L'Île aux pirates de Renny Harlin, l'échec cuisant de ce dernier film l'oblige à fermer sa société Carolco Pictures, en 1995.
En France, Verhoeven entame une collaboration avec Saïd Ben Saïd. Déjà producteur de Elle, c'est aussi lui qui œuvre sur Benedetta et sur la série Bel-Ami, tous deux attendus pour 2021.

### Distribution

#### Rutger Hauer

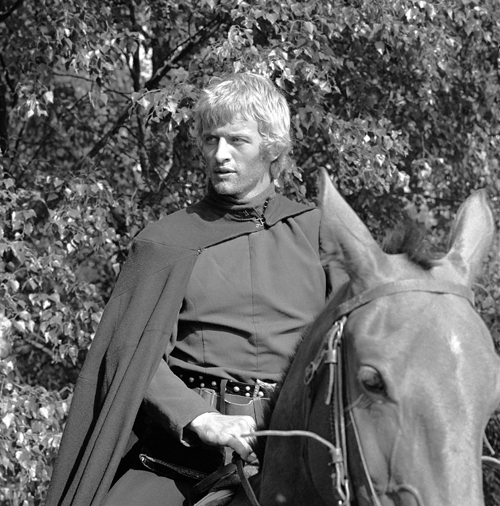
Rutger Hauer dans la série Floris.

Verhoeven fait la connaissance de Rutger Hauer sur le tournage de la série néerlandaise Floris, diffusée en 1969. Ils deviennent proches et collaborent pendant toute la première partie de carrière du réalisateur. Ils tournent ensemble successivement Turkish Délices (1973), Katie Tippel (1975), Le Choix du destin (1977), Spetters (1980), puis La Chair et le Sang (1985). La seule entorse constitue Le Quatrième Homme (1983), qui met en vedette l'acteur Jeroen Krabbé, déjà présent dans des seconds rôles du Choix du destin et de Spetters. Hauer accompagne également Verhoeven lors de sa première visite aux États-Unis, alors que le cinéaste n'y connaît encore personne et maîtrise mal la langue.
Les deux hommes se brouillent durant le tournage de La Chair et le Sang en raison d'une scène de viol impliquant Hauer, qui estime qu'elle risque de ruiner sa carrière aux États-Unis. Le réalisateur clame pour sa part qu'il n'a fait que retranscrire l'extrême violence qui animait le Moyen Âge. Rutger Hauer poursuit dès lors en solo sa carrière américaine, entamée avec Les Faucons de la nuit (1981) de Bruce Malmuth puis Blade Runner (1982) de Ridley Scott. Plus tard, tandis que leurs rapports s'améliorent dans la sphère privée, Verhoeven lui propose un rôle de chef de la Résistance dans Black Book (2006), mais Hauer le refuse.

#### Monique van de Ven et Renée Soutendijk
Monique van de Ven joue le rôle principal dans deux des premiers longs métrages de Paul Verhoeven : Turkish Délices (1973) et Katie Tippel (1975). Entre-temps, elle épouse Jan de Bont, directeur de la photographie sur les deux films. Peut-être parce que de Bont se montre de plus en plus réticent à la voir tourner nue, Verhoeven la remplace par Renée Soutendijk dans Spetters (1980) et Le Quatrième Homme (1983),. Il a remarqué l'actrice dans le film néerlandais Une femme comme Eva (1979) de Nouchka van Brakel, dont le rôle principal est justement tenu par Monique van de Ven.
En 1984, le réalisateur se déclare prêt à travailler à nouveau avec les deux actrices si un projet lui semble leur convenir, mais l'occasion ne se présente pas immédiatement. Pour son film suivant, La Chair et le Sang (1985), il donne plutôt sa chance à une jeune débutante américaine, Jennifer Jason Leigh, vue dans Ça chauffe au lycée Ridgemont (1982) d'Amy Heckerling. Durant les auditions, il la préfère à Demi Moore, et apprécie particulièrement sa capacité à jouer en nuances,. Mais si Verhoeven n'aura pas de nouvelle occasion de travailler avec Leigh, son départ peu après pour les États-Unis met également un point final à sa collaboration avec ses deux premières actrices de prédilection.
En France, c'est avec la Belge Virginie Efira qu'il semble aimer collaborer. Avant leur rencontre, l'ancienne présentatrice de M6 devenue actrice se cantonnait à des comédies romantiques relativement mineures. Mais après sa prestation remarquée dans Elle, Verhoeven lui confirme sa confiance en lui confiant le rôle principal de son film suivant Benedetta.

#### Sharon Stone
Le réalisateur rencontre Sharon Stone, alors une actrice mineure, durant les auditions de Total Recall (1990). Satisfait de sa prestation, il la présente à Arnold Schwarzenegger, instigateur du projet, qui approuve son choix. Verhoeven estime « avoir eu du flair en castant » Stone. Il se souvient d'une scène en particulier, où le personnage qu'elle incarne est surpris par son mari alors qu'elle roue de coups une autre femme. Son visage passe alors « de la haine la plus totale à l’angélisme le plus absolu ». C'est cette séquence qui conduit le cinéaste à imposer l'actrice dans son projet suivant, Basic Instinct (1992), contre l'avis de Michael Douglas et du producteur Mario Kassar. Sur le tournage, leur relation est toutefois compliquée. Aux dires de Verhoven, Stone oublie régulièrement son texte ou ne parvient pas à maintenir un jeu correct, imposant au réalisateur de multiplier les prises, là où Michael Douglas n'en a généralement besoin que de quelques-unes. Pourtant, il garde malgré tout une réelle estime pour son jeu dans les rôles pernicieux, :

« Sharon est parfaite quand elle joue les méchantes. Je n'y crois pas une seule seconde, en revanche, quand elle essaie de paraître vulnérable. »

Pressenti pour réaliser Basic Instinct 2 (2006), Verhoeven se voit refuser par les studios la présence d'un acteur du niveau de Douglas pour tenir tête à Sharon Stone, qui doit rester la seule vedette du film. Il décide donc de quitter le projet, marquant la fin de sa collaboration avec l'Américaine.

#### Seconds rôles
Pour les rôles secondaires, Verhoeven aime aussi faire appel aux mêmes professionnels à plusieurs reprises. Son compatriote Dolf de Vries joue dans Turkish Délices (1973), Le Choix du destin (1977), Le Quatrième Homme (1983) et Black Book (2006). On retrouve dans ce dernier film deux autres Néerlandais familiers du cinéaste : Derek de Lint, également vu dans Le Choix du destin, et Thom Hoffman, présent dans Le Quatrième Homme. Le Berlinois Christian Berkel, dont c'est le premier film avec le réalisateur, apparaît ensuite dans Elle (2016).
Pendant sa période américaine, Paul Verhoeven conserve ses habitudes : Ronny Cox, antagoniste principal dans RoboCop (1987), l'est à nouveau dans Total Recall (1990). Marshall Bell, Michael Ironside et Dean Norris, trois autres interprètes de Total Recall, obtiennent ensuite un rôle dans Starship Troopers (1997). De même, William Shockley, qui a joué dans RoboCop, et Jack McGee, vu dans Basic Instinct (1992), font partie de la distribution de Showgirls (1995).

## Influence et adaptations
Beaucoup de films de Paul Verhoeven ont fait l'objet de suites, de remakes ou autres adaptations, principalement dans sa période américaine. Aucune ne semble pourtant le convaincre. S'il admet que le cinéma est « toujours la combinaison entre l'économie et l'art », il regrette que cette organisation capitaliste tende à sacrifier le créatif pour se concentrer sur l'aspect purement financier. De ce fait, il n'hésite pas à critiquer publiquement les réalisations qu'il inspire. Comme il l'assure avec malice : 

« Oui, je les étudie ! Peut-être pour me sentir supérieur... »

### RoboCop
Premier film américain de Verhoeven, et toujours sa réalisation préférée[réf. souhaitée], RoboCop nourrit d'emblée les envies de suites. Peu de temps après sa sortie, le réalisateur travaille à une suite avec Michael Miner, coscénariste du premier volet. Mais ses idées ne sont pas retenues dans la version finale de 1990, finalement confiée à une tout autre équipe. Le scénario est réécrit par Frank Miller, un transfuge des maisons d'édition DC et Marvel Comics, aidé pour l'occasion de Walon Green. Ce dernier avait déjà collaboré avec Verhoeven sur le projet Dinosaur, et sera de nouveau présent à l'écriture sur l'abandonné Crusade. Réalisé par Irvin Kershner, à qui on devait déjà notamment L'Empire contre-attaque, ce deuxième opus souffre de ses redites et de son côté artificiel, mais conserve en partie l'humour satirique de son prédécesseur,. La recette fonctionne honnêtement et le film parvient à un score honorable dans les salles américaines, enregistrant un score légèrement inférieur à l'original,. Verhoeven révèlera à l'automne 2016 que la MGM, qui a depuis racheté Orion Pictures, envisageait de reprendre son travail non retenu dans un nouveau projet.

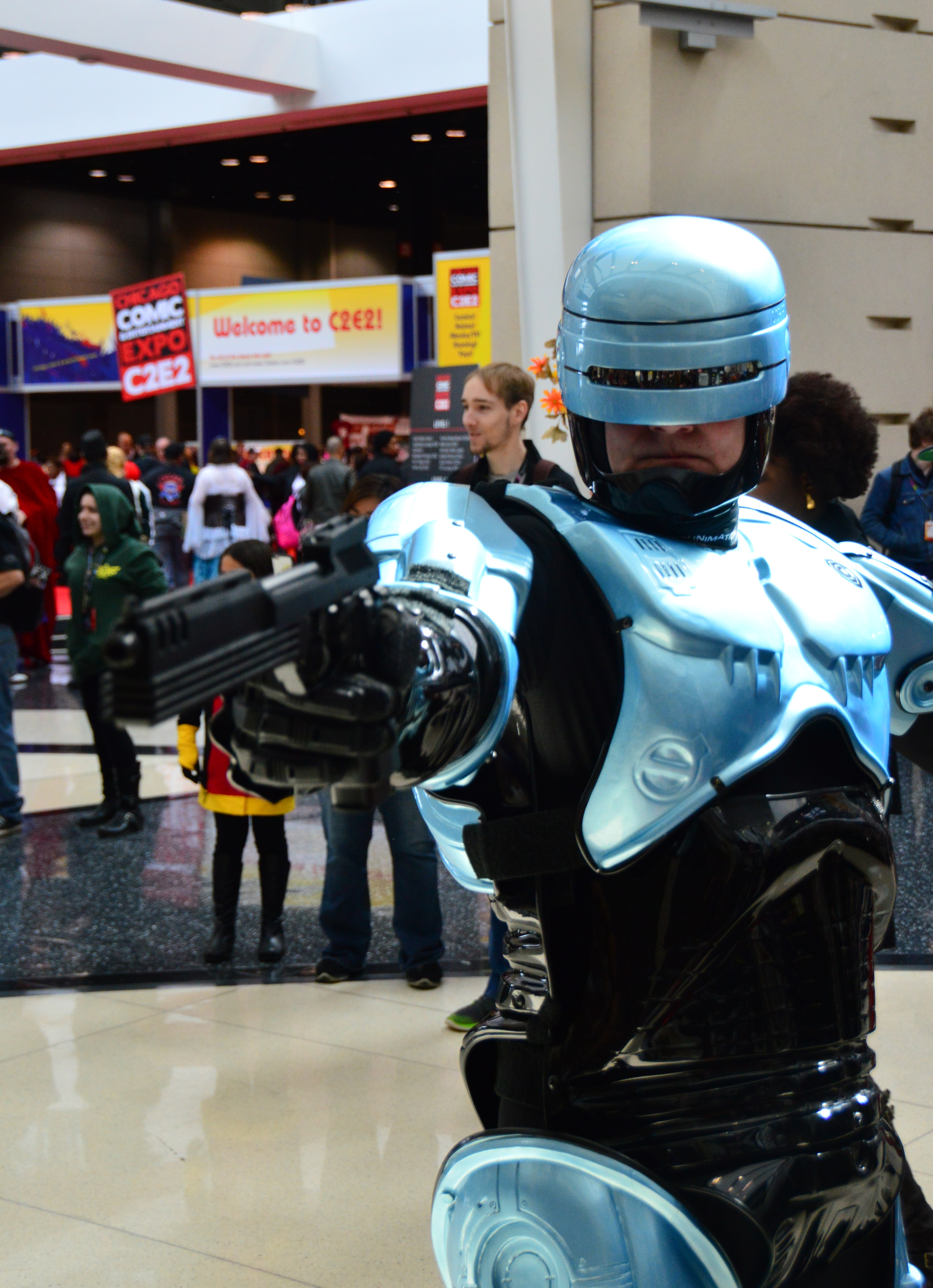
Cosplay de RoboCop.

Ces deux films ont vu chacun leur sortie s'accompagner d'une novélisation dans la foulée par le scénariste Ed Naha. La trilogie se conclut en 1993 avec RoboCop 3, toujours sans le concours de Paul Verhoeven, mais avec encore Frank Miller. Fred Dekker, issu de la série Les Contes de la crypte, lui prête main-forte au scénario et en même temps réalise. Le résultat, qualifié par la presse d'« édulcoré », « méprisable » ou encore « nauséabond », essuie un revers notable en salles. Déçu de ces expériences, lassé de voir ses idées finalement dévoyées, Miller se remet vite à la bande dessinée, sans pour autant quitter l'univers de la franchise. Il assure l'écriture du comics RoboCop versus The Terminator dès 1992, et laissera en 2013 Steven Grant adapter sa proposition initiale pour RoboCop 3 dans une nouvelle série pour Boom! Studios,.
En 2014 paraît un remake de l'original, avec Joel Kinnaman dans le rôle principal. Ce nouveau RoboCop n'enregistre que quelques millions d'entrées en plus aux États-Unis que son modèle, pour un budget près de huit fois supérieur. La presse américaine est également très sévère. Selon Verhoeven, c'est en partie dû à son absence cruelle de second degré. Il assume pleinement la légèreté et même l'humour de son propre film, et pense nécessaire de toujours conserver une certaine distance à son sujet. Pourtant José Padilha, choisi pour diriger cette nouvelle mouture, défend ses choix. Qualifiant l'original de « parfait », et son réalisateur de « visionnaire », il affirme s'en être délibérément écarté, misant sur un parti pris plus grave et dramatique, là où il est conscient que Verhoeven jouait plutôt sur l'ironie.
Quatre séries télévisées verront par ailleurs le jour. La première, diffusée durant l'année 1988 à la télévision américaine, est tournée en animation et s'adresse à la jeunesse. Elle est suivie en 1994, un an après la sortie de RoboCop 3, par une nouvelle série éponyme, plus familiale et cette fois en prises réelles. L'entreprise bénéficie du parrainage des scénaristes originaux Edward Neumeier et Michael Miner, et c'est eux qui dirigent l'épisode pilote. Ils réutilisent pour cela des éléments qu'ils avaient engagés dans un nouveau scénario autour de la saga, jusqu'ici en vain. Mais la série sera stoppée après une seule saison faute d'audience. Miner et Neumeier s'orientent ensuite vers une autre série animée, RoboCop : Alpha Commando, diffusée entre 1998 et 1999 aux États-Unis, avant qu'une dernière version, RoboCop 2001 (RoboCop: Prime Directives), de nouveau en prises réelles, ne voit le jour au Canada en 2001.
RoboCop inspire enfin depuis sa sortie de nombreux jeux vidéo, comics, jouets basés sur les films et leur univers, et diverses manifestations dans la culture populaire comme les cosplays. En 2013, les habitants de Détroit (où se situe l'action) parviennent même à obtenir, via une campagne kickstarter de quelques jours, l'édification d'une statue de bronze haute d'environ 3 m à l'effigie du héros.

### Total Recall
Si Total Recall est le seul film américain de Verhoeven à n'avoir pas occasionné de suite proprement dite, celle-ci a bien été en projet dès les années 1990. Arnold Schwarzenegger devait reprendre son rôle, et l'histoire était une transposition de la nouvelle Rapport minoritaire, signée Philip K. Dick, comme son Souvenirs à vendre avait inspiré l'original. Le projet est finalement abandonné, et c'est Steven Spielberg qui plus tard s'appuiera dessus pour réaliser Minority Report (2002).
Un remake sort bien en revanche en 2012, sous le titre Total Recall : Mémoires programmées. Il s'agit cependant autant d'un remake que d'une nouvelle adaptation de la nouvelle de Philip K. Dick. Les producteurs Neal H. Moritz et Toby Jaffe estimaient l'original « kitsch », bientôt imités par Colin Farrell, acteur principal de la nouvelle mouture. En l'apprenant, Verhoeven traitera cette dernière de simplement « mauvaise », soulignant une fois encore le second degré qu'il avait pris garde d'insuffler à sa propre version, loin du ton grave et austère du nouvel opus. Il est d'ailleurs rejoint par Edward Neumeier, scénariste sur RoboCop et Starship Troopers, qui qualifiera le film de « catastrophique ». Réalisé par Len Wiseman, Mémoires programmées est un semi échec dans les salles américaines, avec moins de 60 millions de dollars de recettes pour un budget avoisinant les 125 millions de dollars, mais il se rattrape à l'international avec un total de près de 200 millions de dollars de rentrées. Le bilan reste malgré tout loin de celui du premier, qui avait engrangé plus de 260 millions de dollars de recettes au global, pour un budget de 65 millions.
En 1999, le show runner Art Monterastelli propose brièvement une série télévisée autour de Souvenirs à vendre, mais aussi du roman Les androïdes rêvent-ils de moutons électriques ?, également de Philip K. Dick. Arrêtée après une saison, elle n'a pas de connexion directe avec l'univers de Paul Verhoeven. À l'inverse, la sortie du premier Total Recall inspirera bien un jeu vidéo peu de temps après, et un jeu de rôle est même sorti en 2017. En 2012, Schwarzenegger ira jusqu'à titrer ses propres mémoires Total Recall.

### Basic InstinctetShowgirls
L'idée d'une suite à Basic Instinct vient à son producteur Mario Kassar à la fin des années 1990. De nombreux réalisateurs sont approchés, parmi lesquels David Cronenberg, John McTiernan et Paul Verhoeven lui-même. Tous quittent le projet après un temps, le Néerlandais parce qu'il s'opposait à l'idée de fonder tout le casting sur la seule Sharon Stone, mais aussi parce que la lecture du script l'avait rendu « malade ». L'actrice ne s'engage du reste qu'en 2004, après trois ans de différends juridiques avec le producteur et son équipe. Le film sort finalement au printemps 2006, et s'attire immédiatement des critiques cinglantes, que ce soit aux États-Unis,, en France, ou au Royaume-Uni,. En salles, il subit un revers cuisant, avec seulement 38 millions de dollars de recettes, soit six fois moins que le premier opus.

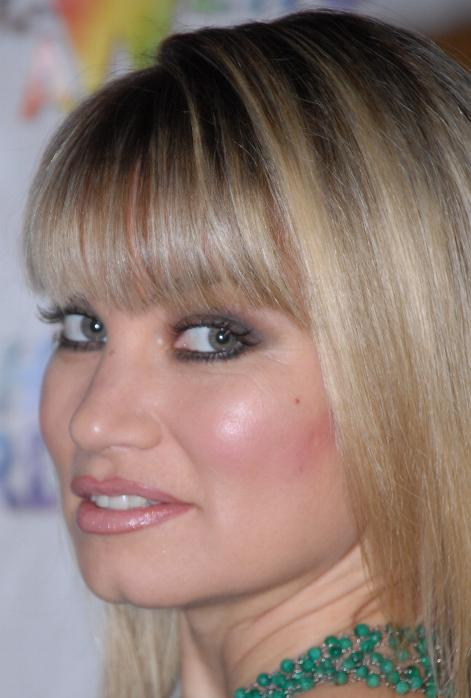
Rena Riffel en 2008.

Showgirls a également inspiré une suite, mais d'une ambition nettement réduite. Intitulée Showgirls 2: Penny's from Heaven, elle est centrée sur un personnage secondaire du premier volet, Penny, incarné par l'actrice Rena Riffel. C'est elle qui porte le projet intégralement. Elle reprend son rôle, mais assure également l'écriture, la réalisation, le montage et la production. Elle s'appuie sur un budget minuscule de 30 000 dollars, mais peut également compter sur le soutien de Paul Verhoeven et de Carolco Pictures. Elle avait proposé au cinéaste néerlandais d'assurer la mise en scène, mais celui-ci, trop durement atteint par l'échec de son propre film, préfèrera refuser,. Le film sort en 2011, de manière confidentielle.

### Starship Troopers
Comme RoboCop, Starship Troopers inaugure un univers vaste et croissant. Là aussi Verhoeven était tenté de s'engager dans une suite. Si pour lui Total Recall et Basic Instinct se suffisent à eux-mêmes, celui-ci lui paraît plus propice à un prolongement. L'entreprise est stoppée par les mauvais résultats du film au box-office américain, mais une série télévisée, réalisée en infographie, est bien lancée en 1999, avec Verhoeven en coproducteur exécutif les deux premières années.
Trois direct-to-video sortent quelques années plus tard : Starship Troopers : Héros de la Fédération (2004), écrit par Edward Neumeier et réalisé par Phil Tippett, respectivement scénariste et responsable des effets spéciaux sur le premier opus, mais aussi sur RoboCop ; Starship Troopers : Invasion (2012), réalisé par Shinji Aramaki à partir d'un scénario de Flint Dille ; et enfin l'animé Starship Troopers: Traitor of Mars (2017), avec de nouveau Neumeier à l'écriture, et Aramaki à la réalisation.
C'est ainsi qu'à l'idée d'un reboot de la franchise plus fidèle au livre, moins violente, mais aussi moins satirique et plus patriotique (une rumeur datant de 2012, mais réhabilitée fin 2016),, Paul Verhoeven, déjà critique envers les remakes de RoboCop et Total Recall, se dit très peu confiant à l'égard du résultat. Il souligne la lecture à plusieurs niveaux que lui et son équipe avaient insufflée au film d'origine, et regrette de voir ainsi les studios vouloir « absolument évacuer la couche nécessaire de sarcasme, de satire et d'ironie »,.

### Autres
Hollow Man a aussi eu droit à une suite, sortie directement en vidéo en 2006. Verhoeven ne participe pas au projet, et la majeure partie de l'équipe est renouvelée par rapport au premier volet.
Aux Pays-Bas, les mémoires d'Erik Hazelhoff Roelfzema, dont est tiré Le Choix du destin, ont fait l'objet d'une nouvelle adaptation, cette fois pour les planches, sous la forme d'une comédie musicale. La première s'est déroulée le 30 octobre 2010 au TheaterHangaar de Valkenburg, à Katwijk, en présence notamment de la reine Beatrix. La pièce, sans lien direct avec Verhoeven, est un énorme succès, avec plus de trois millions de spectateurs et 2 800 performances jouées à guichets fermés, et une version anglaise montée au Royal Docks Theatre de Londres à partir de 2020,. En 2002, il était également évoqué une suite du film au cinéma, produite par Rob Houwer et réalisée par Jean van de Velde, mais le projet n'a jamais abouti.

## Filmographie

### Réalisateur

#### Cinéma

##### Longs métrages
- 1971 : Qu'est-ce que je vois ? ou Business is Business (Wat zien ik!?)
- 1973 : Turkish Délices (Turks Fruit)
- 1975 : Katie Tippel (Keetje Tippel)
- 1977 : Le Choix du destin[N 10] (Soldaat van Oranje)
- 1980 : Spetters
- 1983 : Le Quatrième Homme (De Vierde Man)
- 1985 : La Chair et le Sang (Flesh and Blood)
- 1987 : RoboCop
- 1990 : Total Recall
- 1992 : Basic Instinct
- 1995 : Showgirls
- 1997 : Starship Troopers
- 2000 : Hollow Man : L'Homme sans ombre (Hollow Man)
- 2006 : Black Book (Zwartboek)
- 2012 : Tricked (Steekspel)
- 2016 : Elle
- 2021 : Benedetta

##### Courts métrages
- 1960 : Un lézard de trop (Een hagedis teveel)
- 1961 : Rien de particulier (Niets bijzonders)
- 1962 : De Lifters
- 1963 : La Fête (Feest!)
- 1965 : L'Infanterie de marines (Het Korps Marinier)
- 1970 : Le Lutteur (De Worstelaar)

#### Télévision
- 1968 : Portret van Anton Adriaan Mussert
- 1969 : Floris (série télévisée, une saison, 12 épisodes)
- 1981 : C'est fini, c'est fini (Voorbij, voorbij)
- 1985 : Le Voyageur (The Hitchhiker) (série télévisée, saison 3, épisode 11 La Dernière Scène)

### Scénariste
- 1977 : Le Choix du destin[N 10] (Soldaat van Oranje), de lui-même
- 1985 : La Chair et le Sang (Flesh and Blood), de lui-même
- 2006 : Black Book (Zwartboek), de lui-même
- 2012 : Tricked (Steekspel), de lui-même
- 2021 : Benedetta, de lui-même

### Acteur
- 1994 : A Century of Cinema de Caroline Thomas

## Publication
- Paul Verhoeven et Rob Van Scheers (trad. du néerlandais par Anne-Laure Vignaux), Jésus de Nazareth [« Jezus Van Nazaret - een realistisch portret »], Aux Forges de Vulcain, 2 avril 2015 (1re éd. 2008), 390 p. (ISBN 978-2-919176-91-5 et 2-919176-91-9)

## Distinctions
Paul Verhoeven a reçu plusieurs récompenses tout au long de sa carrière :

### Récompenses
- Pour l'ensemble de son œuvre :
  - Prix du meilleur réalisateur en carrière au festival international Film by the Sea 2011
  - Grand Prix d'honneur au Festival international du film de Catalogne 2006
  - Career Achievement Award au Festival du film fantastique d'Amsterdam 2002
  - Léopard d'honneur au Festival international du film de Locarno 2000
  - Prix de Grolsch Film Boulevard au Festival du cinéma néerlandais d'Utrecht 2000
  - Prix de la culture néerlandaise au Festival du cinéma néerlandais d'Utrecht 1992
- Pour Elle :
  - Grand Prix aux International Cinephile Society Awards 2016
  - Critics' Choice Movie Award du meilleur film en langue étrangère 2016
  - Washington D.C. Area Film Critics Association Award du meilleur film en langue étrangère 2016
  - Florida Film Critics Circle Award du meilleur film en langue étrangère 2016
  - St. Louis Film Critics Association Award du meilleur film en langue étrangère 2016
  - Prix du meilleur film du syndicat français de la critique de cinéma 2016[164]
  - Golden Globe du meilleur film en langue étrangère 2017
  - Lumière du meilleur film et du meilleur réalisateur 2017
  - Goya du meilleur film européen 2017
  - César du meilleur film 2017

- Pour Black Book :

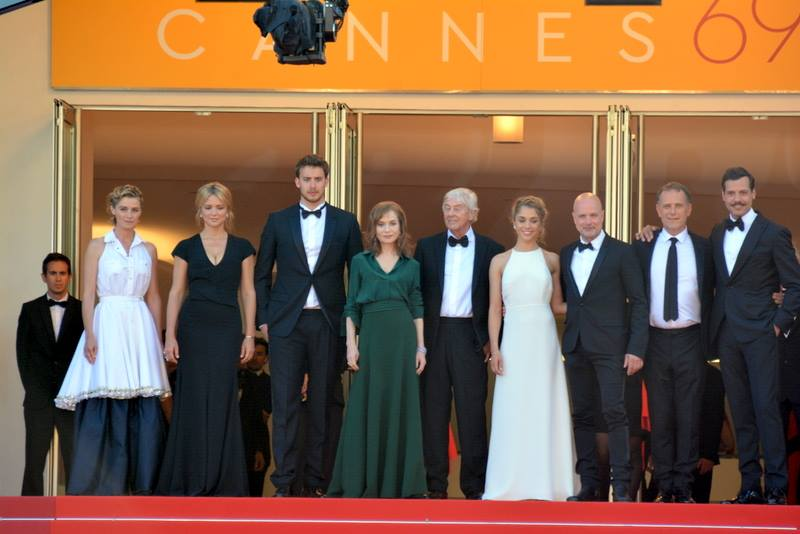
L'équipe du film Elle au Festival de Cannes 2016.

  - Prix du meilleur DVD aux Rembrandt Awards 2008
  - Prix du meilleur film néerlandais aux Rembrandt Awards 2007
  - Prix du meilleur réalisateur au Sannio FilmFest de Sant'Agata de' Goti 2007
  - Capri Cult Award 2007
  - Young Cinema Award du meilleur film à la Mostra de Venise 2006
- Pour Hollow Man :
  - Prix du public au Festival international du film de Locarno 2000
- Pour Showgirls :
  - Prix du pire réalisateur et du pire film aux Razzie Awards 1996
- Pour RoboCop :
  - Choix des lecteurs du meilleur film en langue étrangère au festival Kinema Junpō 1989
  - Saturn Award de la meilleure réalisation 1988
  - Prix C.S.T. et Prix d'excellence des effets spéciaux au Festival international du film fantastique d'Avoriaz 1988
  - Prix du meilleur réalisateur au Festival international du film de Catalogne 1987
- Pour La Chair et le Sang :
  - Prix du meilleur réalisateur au Festival du cinéma néerlandais d'Utrecht 1985
- Pour Le Quatrième Homme :
  - Prix spécial du jury au Grand Prix du Festival international du film fantastique d'Avoriaz 1984
  - Prix du meilleur film aux Los Angeles Film Critics Association Awards 1984
  - Prix International Critics' Award au Festival international du film de Toronto 1983
- Pour Le Choix du destin[N 10] :
  - Prix du meilleur film aux Los Angeles Film Critics Association Awards 1979
- Pour Turkish Délices :
  - Prix du meilleur film du siècle au Festival du cinéma néerlandais d'Utrecht 1999
- Pour La Fête (court-métrage) :
  - Prix du jury œcuménique du Festival de Locarno 1963

### Nominations
- Pour Elle :
  - Palme d'or du Festival de Cannes 2016
  - Prix du meilleur film au Festival du film de Londres 2016
  - Prix du public au Festival international du film de Melbourne 2016
  - Prix Jaeger-LeCoultre du meilleur film au Lisbon & Estoril Film Festival 2016
  - Césars du meilleur film et du meilleur réalisateur 2017
- Pour Black Book :
  - Prix FCCA du Film Critics Circle of Australia 2008
  - British Academy Film Award du meilleur film en langue étrangère 2007
  - Prix du meilleur scénario original aux San Diego Film Critics Society Awards 2007
  - People's Choice Award des prix du cinéma européen 2007
  - Argentine Academy of Cinematography Arts and Sciences Awards 2007
  - Lion d'or à la Mostra de Venise 2006
- Pour Starship Troopers :
  - Daytime Emmy Award du meilleur programme d'animation pour enfant 2001 pour la série dérivée du film

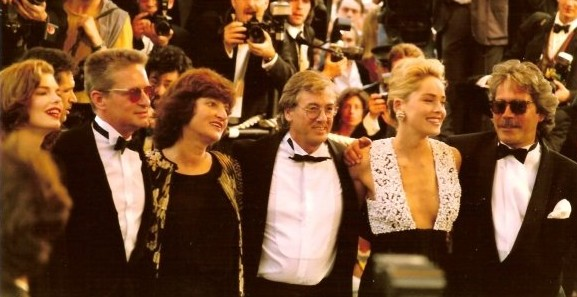
Paul Verhoeven à Cannes en 1992, avec Jeanne Tripplehorn, Michael Douglas, son épouse Martine Tours, Sharon Stone et son producteur Mario Kassar.

  - Saturn Award de la meilleure réalisation 1998
  - Prix Hugo de la meilleure présentation dramatique 1998

- Pour Basic Instinct :
  - Saturn Award de la meilleure réalisation 1993
- Pour Total Recall :
  - Video Premiere Award 2001 pour son commentaire audio (avec Arnold Schwarzenegger)
  - Saturn Award de la meilleure réalisation 1991
  - Prix Hugo de la meilleure présentation dramatique 1991
- Pour RoboCop :
  - Prix Hugo de la meilleure présentation dramatique 1988
  - Prix du meilleur film au Festival international du film de Catalogne 1987
- Pour La Chair et le Sang :
  - Grand Prix du festival Fantasporto 1985
- Pour Le Quatrième Homme :
  - Grand Prix au Festival international du film fantastique d'Avoriaz 1984
  - Gold Hugo du Festival international du film de Chicago 1983

## Box-office
Le tableau suivant fournit les données disponibles en termes d'entrées pour les films du cinéaste,,.
| Film                                   | Budget       | États-Unis    | France            | Monde         |
| -------------------------------------- | ------------ | ------------- | ----------------- | ------------- |
| Turkish Délices (1973)                 | NC           | NC            | 529 079 entrées   | NC            |
| Spetters (1980)                        | NC           | NC            | 1 921 entrées     | NC            |
| Le Quatrième Homme (1983)              | NC           | 1 700 000 $   | 11 435 entrées    | NC            |
| La Chair et le Sang (1985)             | 11 000 000 $ | 100 000 $     | 336 011 entrées   | NC            |
| RoboCop (1987)                         | 13 000 000 $ | 53 424 681 $  | 1 686 525 entrées | 53 424 681 $  |
| Total Recall (1990)                    | 65 000 000 $ | 119 394 839 $ | 2 360 003 entrées | 261 294 839 $ |
| Basic Instinct (1992)                  | 49 000 000 $ | 117 727 224 $ | 4 615 342 entrées | 352 927 224 $ |
| Showgirls (1995)                       | 45 000 000 $ | 20 350 754 $  | 735 563 entrées   | 37 750 754 $  |
| Starship Troopers (1997)               | 95 000 000 $ | 54 814 377 $  | 964 630 entrées   | 121 214 377 $ |
| Hollow Man : L'Homme sans ombre (2000) | 95 000 000 $ | 73 172 825 $  | 1 502 343 entrées | 191 174 600 $ |
| Black Book (2006)                      | 17 000 000 $ | 4 392 867 $   | 124 887 entrées   | 26 478 047 $  |
| Elle (2016)                            | 8 210 000 €  | 2 341 534 $   | 636 312 entrées   | 12 748 594 $  |
| Benedetta (2021)                       | 19 500 000 € | 354 481 $     | 326 974 entrées   | 4 265 353 $   |

- Légendes : Budget (entre 1 et 10 M$, entre 10 et 100 M$ et plus de 100 M$), États-Unis (entre 1 et 50 M$, entre 50 et 100 M$ et plus de 100 M$), France (entre 100 000 et 1 M d'entrées, entre 1 et 2 M d'entrées et plus de 2 M d'entrées) et monde (entre 1 et 100 M$, entre 100 et 200 M$ et plus de 200 M$).